# Histoire de l'Islande
Vous lisez un « bon article » labellisé en 2011.
Pour un article plus général, voir Histoire de la Scandinavie.
Pour un article plus succinct, voir Chronologie de l'Islande.

Armoiries de l’Islande

L'histoire de l'Islande est récente par rapport à celle du reste de l'Europe. Du fait de son éloignement, ce pays n'a pas subi la guerre, mais certains événements extérieurs, tels que la réforme protestante imposée par le Danemark ou la peste noire, ont eu des conséquences importantes pour les Islandais. L'histoire du pays a aussi été marquée par nombre de catastrophes naturelles et par sa lutte pour l'indépendance, obtenue en 1918 — il faut toutefois attendre 1944 pour que les derniers liens avec le Danemark soient coupés lors de l'instauration d'un régime républicain.
L'île ne fut découverte par les Vikings qu'au IXe siècle, bien qu'elle ait été vraisemblablement connue avant cette date. À partir de 874, elle commence à se peupler, principalement de colons norvégiens fuyant les conflits de leur pays. En 930, de nombreux chefs, jusqu'alors maîtres de leur seul clan, décident de créer une assemblée, l'Althing, le plus vieux parlement du monde. S'ensuit une période d'indépendance entre les Xe et XIIIe siècles, connue surtout grâce aux sagas. À cette période intervient aussi l'évangélisation des Islandais qui passent du paganisme nordique au christianisme sous la pression du roi norvégien Olaf Tryggvason. Cependant, des conflits internes finissent par affaiblir le pays qui devient en 1262 une colonie du royaume de Norvège. Avec la fin de l'union de Kalmar en 1536, il passe sous domination du Danemark qui s'empare bientôt du commerce local et impose la réforme protestante. L'Islande glisse peu à peu vers la pauvreté, mais réussit à développer sa culture spécifique. Le XVIIIe siècle est particulièrement marqué par cette pauvreté, qu'aggravent encore plusieurs catastrophes naturelles. Ainsi se confirme le déclin de la population islandaise, d'autant que plusieurs tentatives de développement économique avortent les unes après les autres.
Il faut attendre le milieu du XIXe siècle pour voir l'avènement d'un véritable renouveau, d'abord marqué par la lutte pour l'indépendance qu'inspirent les révolutions continentales. À la suite de ce mouvement, l'Althing est restauré et l'île reçoit un statut lui garantissant une plus grande autonomie. Le 1er décembre 1918, l'île accède à l'indépendance en devenant le royaume d'Islande en union personnelle avec le Danemark. Il faut toutefois attendre la Seconde Guerre mondiale pour que les liens avec le Danemark soient complètement coupés avec la fondation de la république le 17 juin 1944, devenu fête nationale. Le XXe siècle voit le pays se développer rapidement, grâce surtout à la pêche, d'ailleurs source de plusieurs conflits, dont la guerre de la morue (cod war). En 2008, il compte parmi les pays les plus avancés au monde, mais la crise financière de 2008 affecte considérablement son économie et en bouleverse le paysage politique.

## Découverte et colonisation

### Découverte de l'Islande

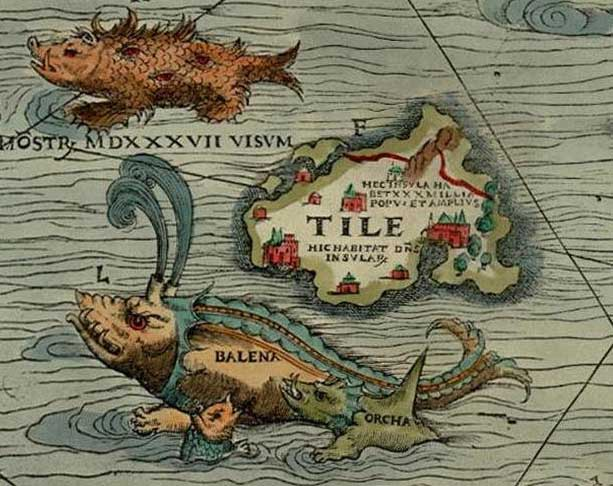
L'île mythique de Thulé découverte par Pythéas.

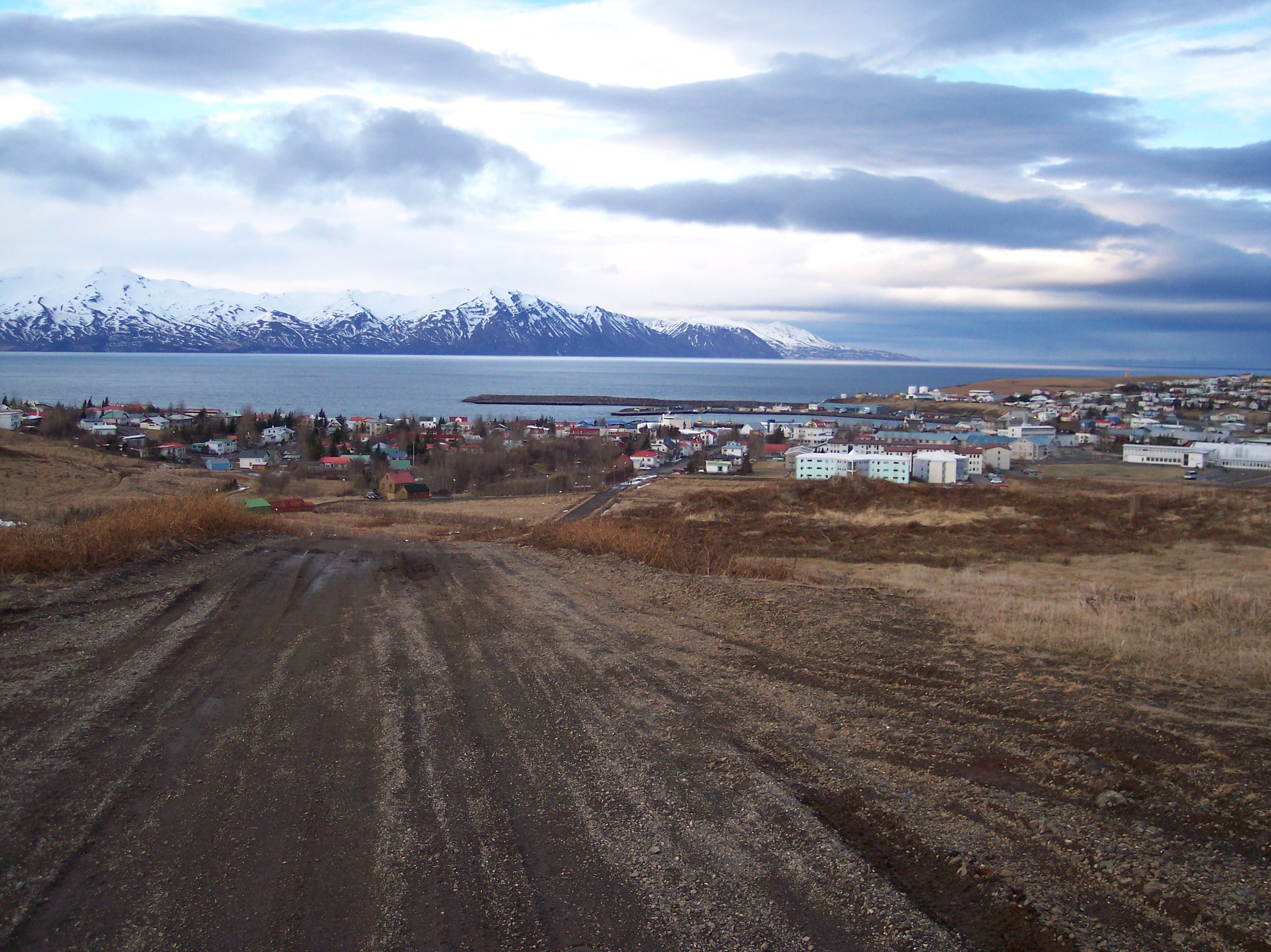
Húsavík, lieu de résidence de Garðar Svavarsson.

L’Islande est le dernier pays d’Europe à avoir été peuplé et n'a pas connu de période préhistorique. Ainsi, son histoire diffère de celle des autres pays européens.
Cependant, d'après certaines légendes et histoires, le pays a pu être connu dès l'antiquité. Ainsi, le navigateur grec Pythéas rapporte avoir découvert entre 330 et 320 av. J.-C. une île, qu’il nomme « Thulé », et qu'il présente comme la dernière de l'archipel britannique et la limite septentrionale de son périple. Il pourrait s'agir de l'Islande, Thulé étant le plus ancien nom de l’île, toujours utilisé pendant le Moyen Âge. Des pièces romaines de cuivre datées du IIIe siècle apr. J.-C. ont été retrouvées lors de fouilles au sud-est et au sud, signe que des navigateurs romains venant de l'Angleterre, alors colonie romaine, sont peut-être venus.
Au cours du Moyen Âge, les Irlandais se sont mis à rechercher des lieux isolés pour servir Dieu dans la solitude. Ayant d’abord abordé aux îles Féroé au milieu du VIIe siècle, ces moines irlandais (papar) poussent vers le nord, jusqu'à l'Islande – ou Thulé, comme ils l'appellent ; leur arrivée peut même avoir été antérieure puisque Bède le Vénérable (674-735), le savant anglais, mentionne Thulé dans ses écrits.
En 825, Dicuil, moine irlandais ayant enseigné en France, écrit dans De Mensura Orbis Terrae que des moines irlandais lui ont dit avoir vécu en 795 pendant environ six mois sur une île inhabitée qu’ils appelaient « Thulé ». Pendant l’été, ont-ils ajouté, la lumière du jour y brille la nuit comme le jour. Ces témoignages indiquent que des moines irlandais se sont trouvés en Islande un siècle avant la colonisation des Scandinaves, ce que corrobore l'Íslendingabók (« Livre des Islandais ») d'Ari Þorgilsson qui mentionne qu'à leur arrivée, les Scandinaves ont rencontré ceux qu'ils appellent des papar (pères), c'est-à-dire des Irlandais,.
Au milieu du IXe siècle, le Norvégien Naddoður, en route vers les îles Féroé, se perd en mer et finit avec ses hommes sur la côte est de l'Islande qu'il nomme « Terre de neige ». Puis le Viking d’origine suédoise Garðar Svavarsson en contourne les côtes et constate qu’il s’agit d’une île ; faisant escale sur la côte nord pour l'hiver avec son équipage, il fonde Húsavík, « La baie de la Maison ». À son départ de « Garðarshólmi » (l’île de Garðar), comme il appelle ce morceau de terre, il abandonne l'esclave Náttfari, évadé avec deux complices, qui devient ainsi le premier résident de l'Islande,.
Flóki Vilgerðarson, Viking norvégien plus tard surnommé Raven-Flóki, est le troisième visiteur nordique. Arrivé avec sa famille pour s'installer, il choisit un fjord du nord-ouest, et, à la suite d'un hiver particulièrement rigoureux, décide de renommer l'île en Terre de glace, ou Islande.

### Âge de la colonisation (874-930)

Carte présentant les aires de colonisation scandinave jusqu'au Xe siècle.

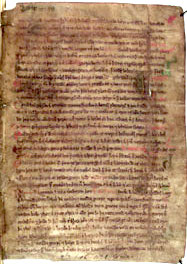
Une page du manuscrit du Landnámabók.

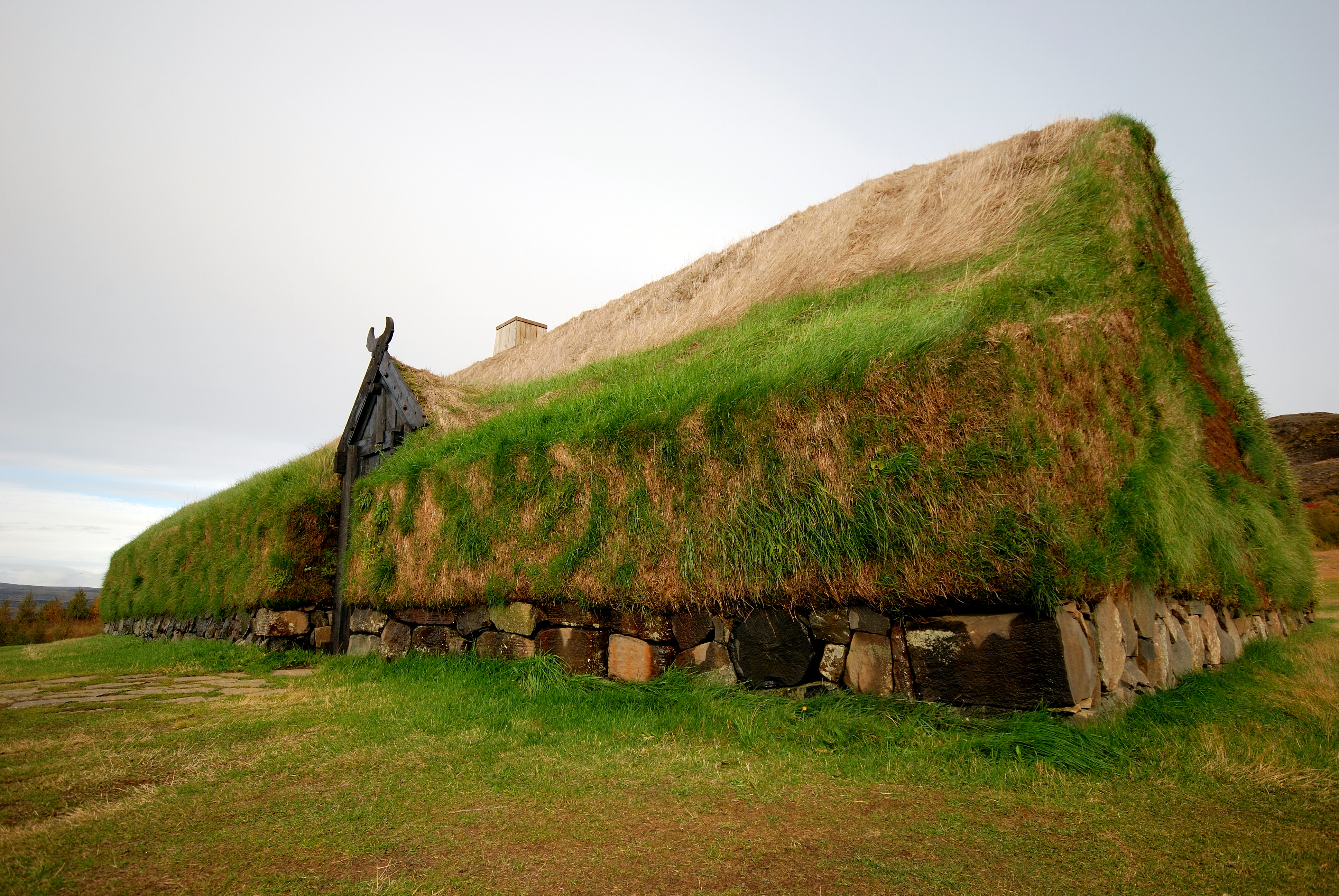
Reconstitution d'une grande maison viking.

La période comprise entre 874 et 930 est appelée l’« âge de la colonisation » (en islandais : Landnámsöld) ou de l'« établissement », car la plupart des zones habitables a été alors colonisée. Dans les manuscrits de l'Íslendingabók (« Livre des Islandais ») et du Landnámabók (« Livre de la Colonisation »), sont consignés quatre cents noms de colons, avec l’histoire des familles et les détails concernant les conditions de leur établissement. Certes, bien d'autres voyageurs ont débarqué en Islande, mais seuls les chefs les plus importants sont recensés. La grande majorité des immigrants est venue du sud-ouest de la Norvège, et aussi des îles Britanniques.
Les raisons de cette immigration sont nombreuses. Le roi Harald Ier de Norvège essaie d’unifier son pays en un seul État, ce qui engendre de nombreux conflits et incite ses ennemis à s'enfuir en Islande. Beaucoup quittent aussi la Norvège pour des raisons politiques, tant sont élevées les taxes imposées au peuple et s'avère rude l’oppression menée par le roi. Enfin, le constant besoin de terres nouvelles incite certains au départ. Pour faire face à cette vague d’émigration, un compromis est négocié, en vertu duquel tous les colons islandais doivent s'acquitter d'un impôt dû au roi. Cette taxe reste permanente, même après l’âge de la colonisation.
À la fin de l’âge de la colonisation, en 930, la population est estimée à 6 000 personnes.
Parmi les colons les plus connus se distingue Ingólfur Arnarson, le fondateur de la future capitale Reykjavik, c'est-à-dire « la baie des fumées », appellation due aux nombreuses sources d’eau chaude.

## L'État libre islandais (930-1262)

### Fondation de l'Althing (930)

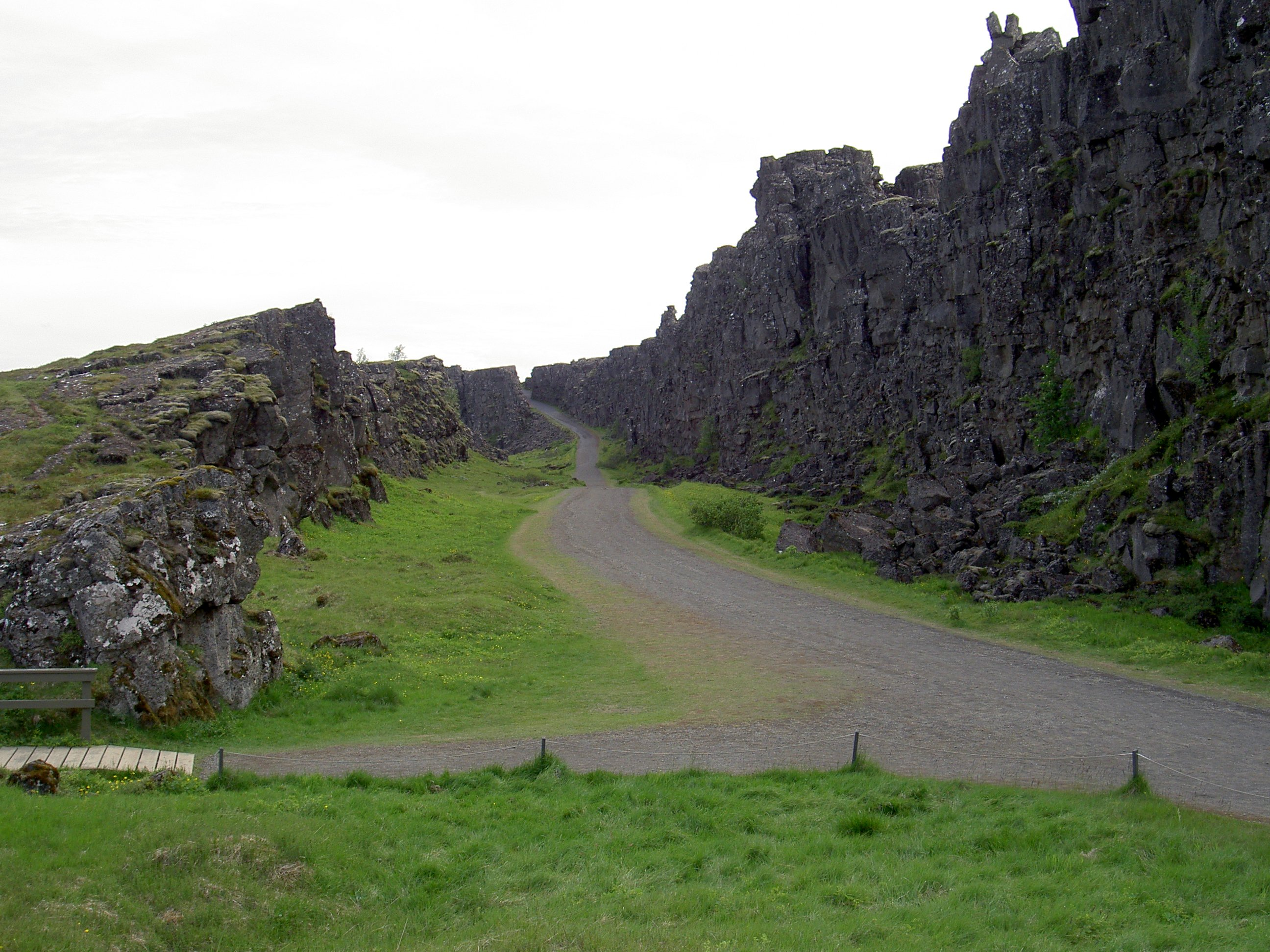
Þingvellir

Les colons sont venus en Islande en groupes, hommes libres, femmes, enfants et esclaves, souvent issus d'une grande famille, chacune étant regroupée sur une partie de l’île. Chaque groupe est gouverné par un homme riche et de descendance noble, qui édicte les règles applicables à sa colonie et prend également soin des offrandes nécessaires aux dieux. Pour ces services, les colons doivent payer des taxes, ce qui renforce la place du chef devenu de ce fait plus riche et plus puissant. Ainsi, à travers le pays, de nombreuses principautés se développent, pratique normale pour des Vikings apportant avec eux leurs coutumes. Ainsi, les membres de chaque communauté se réunissent en assemblée à certains moments de l’année pour discuter des lois et juger les contrevenants aux règles établies.

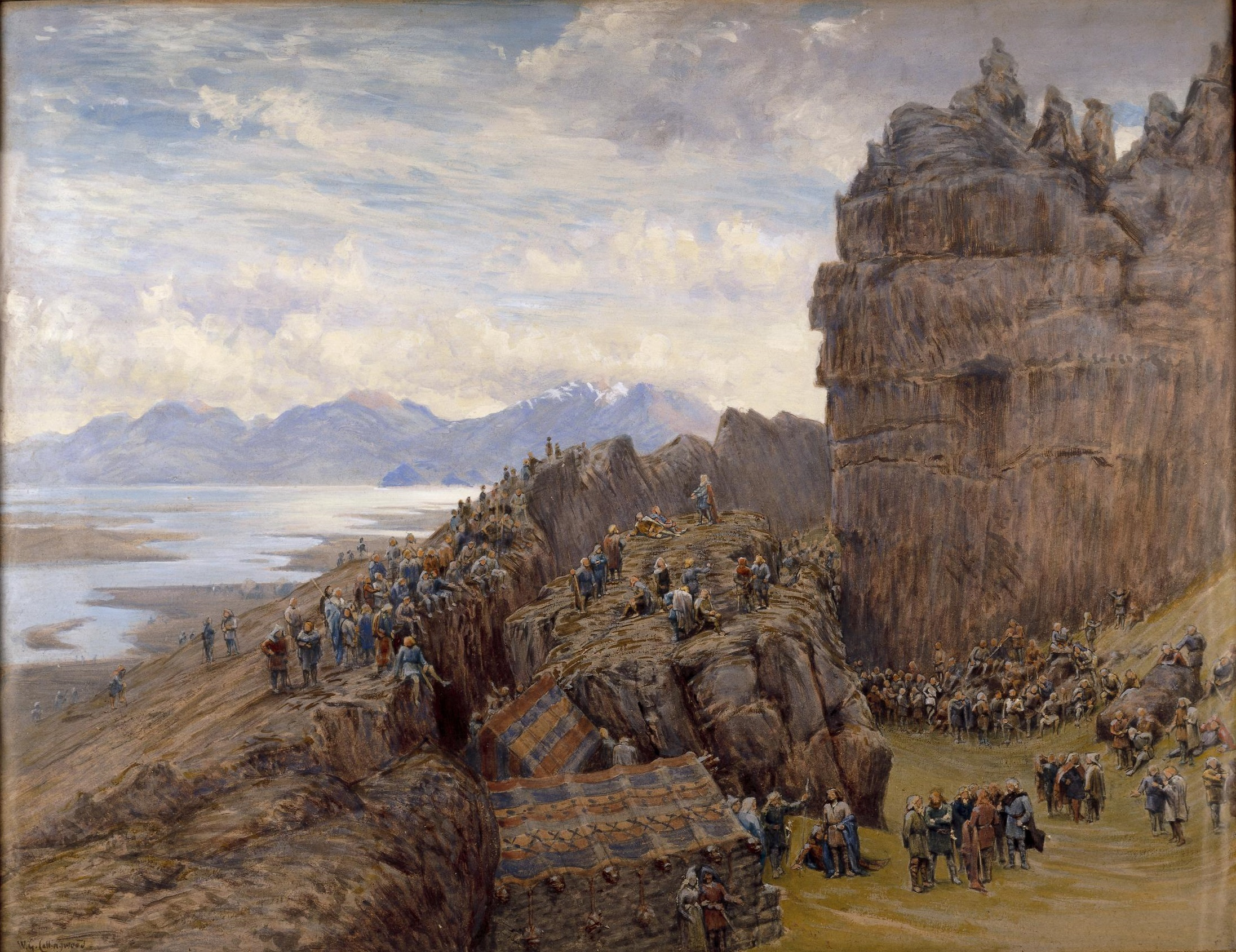
Représentation d'une réunion de l'Alþing.

La multitude de colonies en Islande a eu pour conséquence une multitude de lois différentes. Ainsi, comme de nombreux colons veulent vivre en paix, les chefs se rangent à la conclusion que l’unification du droit et de la société serait bénéfique pour le pays. Ainsi se met en place l’État libre islandais en 930.
Une fois le pays unifié, les chefs délèguent Úlfljótr en Norvège pour qu'il y apprenne le mode de fonctionnement du droit et des formes de gouvernement. Autre délégué, Grímr Geitskór est envoyé à travers l’Islande pour repérer un endroit susceptible d'accueillir le parlement et se concilier le soutien des autres chefs. Au même moment, un fermier de Bláskógar, des environs de Reykjavik, est déclaré coupable du meurtre d’un homme libre. Il est condamné à une amende et la confiscation de ses terres. C’est sur ces terres, à Þingvellir, devenues propriété publique, que s'érige l’Alþing. La chambre, trente-six chefs représentant chacun une communauté, se réunit pour la première fois en 930. Cette assemblée, dotée du pouvoir judiciaire et législatif, évolue au fil du temps. L'exercice du pouvoir exécutif, cependant, reste d'ordre privé.

### Âge des Sagas (930-1030)

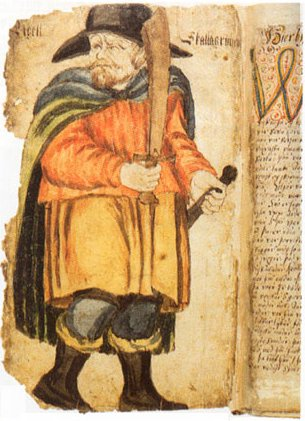
Le poète et guerrier Egill Skallagrímsson, l'un des personnages les plus populaires des Sagas

La période comprise entre 930 et 1030 est connue sous le nom de l'âge des Sagas, d'après les événements héroïques de cette période qui y sont consignés. Les sagas, transmises oralement de génération en génération, ont été retranscrites pendant les XIIe et XIIIe siècles, ère de prospérité pour les Islandais, en majorité agriculteurs et pêcheurs, richesse que confortent les raids vikings.

Les principales routes décrites par la Saga d'Erik le Rouge et la Saga des Groenlandais.

Naviguer sur les océans est, en effet, une grande tradition viking, et les Islandais, continuant l'exploration des mers, découvrent de nouvelles terres, telle le Groenland peu éloigné et assez tôt abordé. Le premier à apercevoir ses côtes est Gunnbjörn Úlfsson au Xe siècle, suivi de Snaebjörn Galti qui tente d’accoster en 978. La nouvelle s'en est très vite répandue, et Eiríkur Thorvaldsson (ou Erik le Rouge), de la côte ouest, décide de partir aux alentours de 980 vers cette terre de l'ouest. Il la nomme Groenland et s'y installe définitivement en 986, telle est du moins l'histoire que narre la Saga d'Erik le Rouge.
Leifur, fils d'Erik le Rouge, ou Leif Ericson l'Heureux, est né en Islande, mais s'installe plus tard avec son père ; aventurier et explorateur comme lui, il navigue vers le sud-ouest en l'an 1000 et découvre plusieurs territoires, d'abord Helluland (l'île de Baffin), puis Markland (le Labrador), enfin Vinland ou « Terre du Vin » (peut-être L'Anse aux Meadows de Terre-Neuve ou plus sûrement Bay Saint Lawrence, au nord de Cape Breton en Nouvelle-Écosse).

Les Vikings avaient inventé un calendrier séparant l'année en deux semestres : un où la lumière monte, l'autre où elle décline.

### Évangélisation (1000)

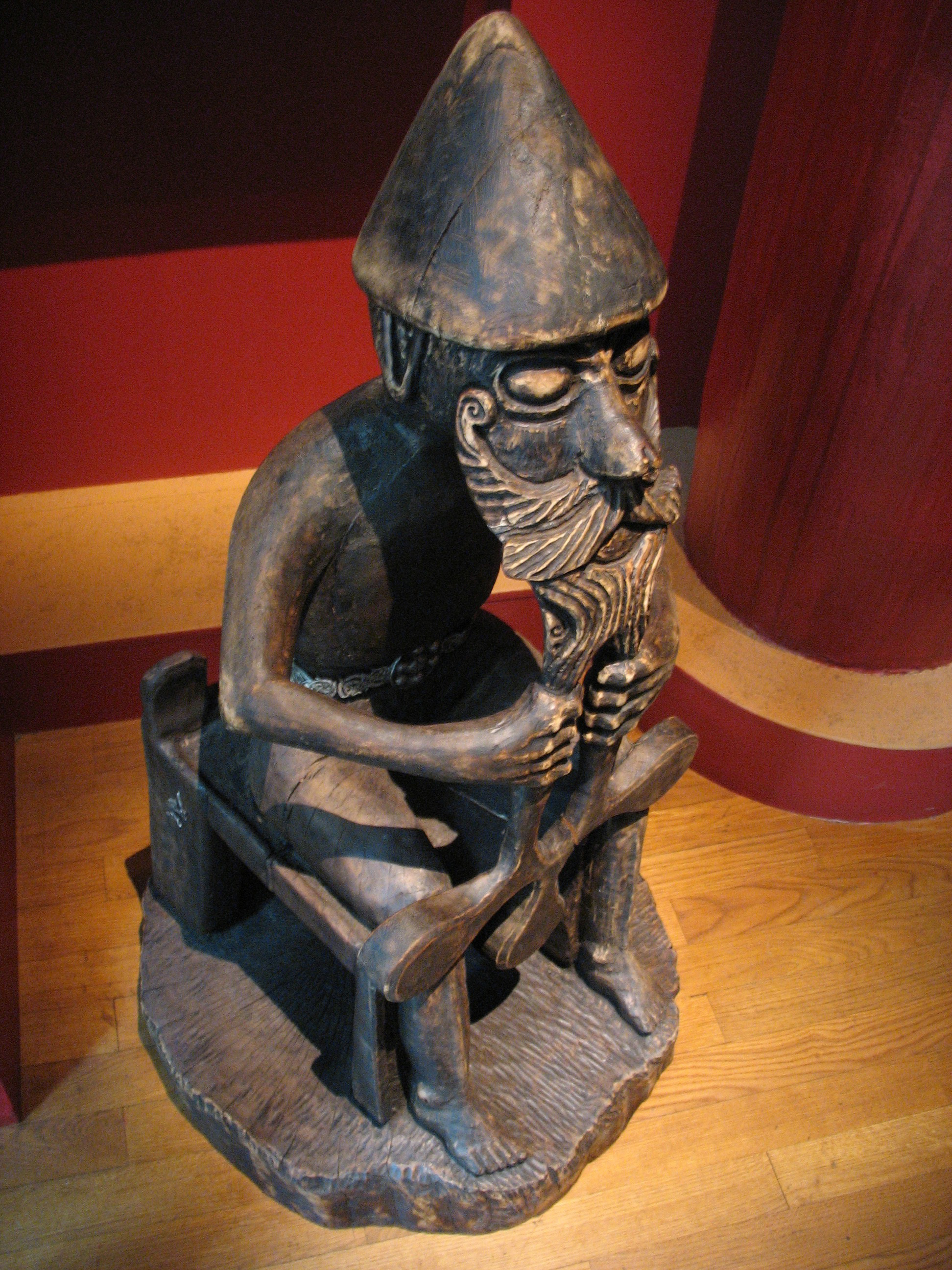
Réplique d'une statue de Thor datant du Xe siècle, retrouvée en Islande.
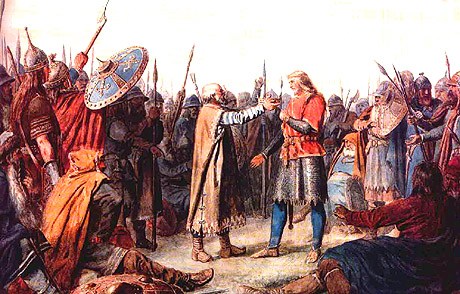
Olaf Tryggvason, roi de Norvège.
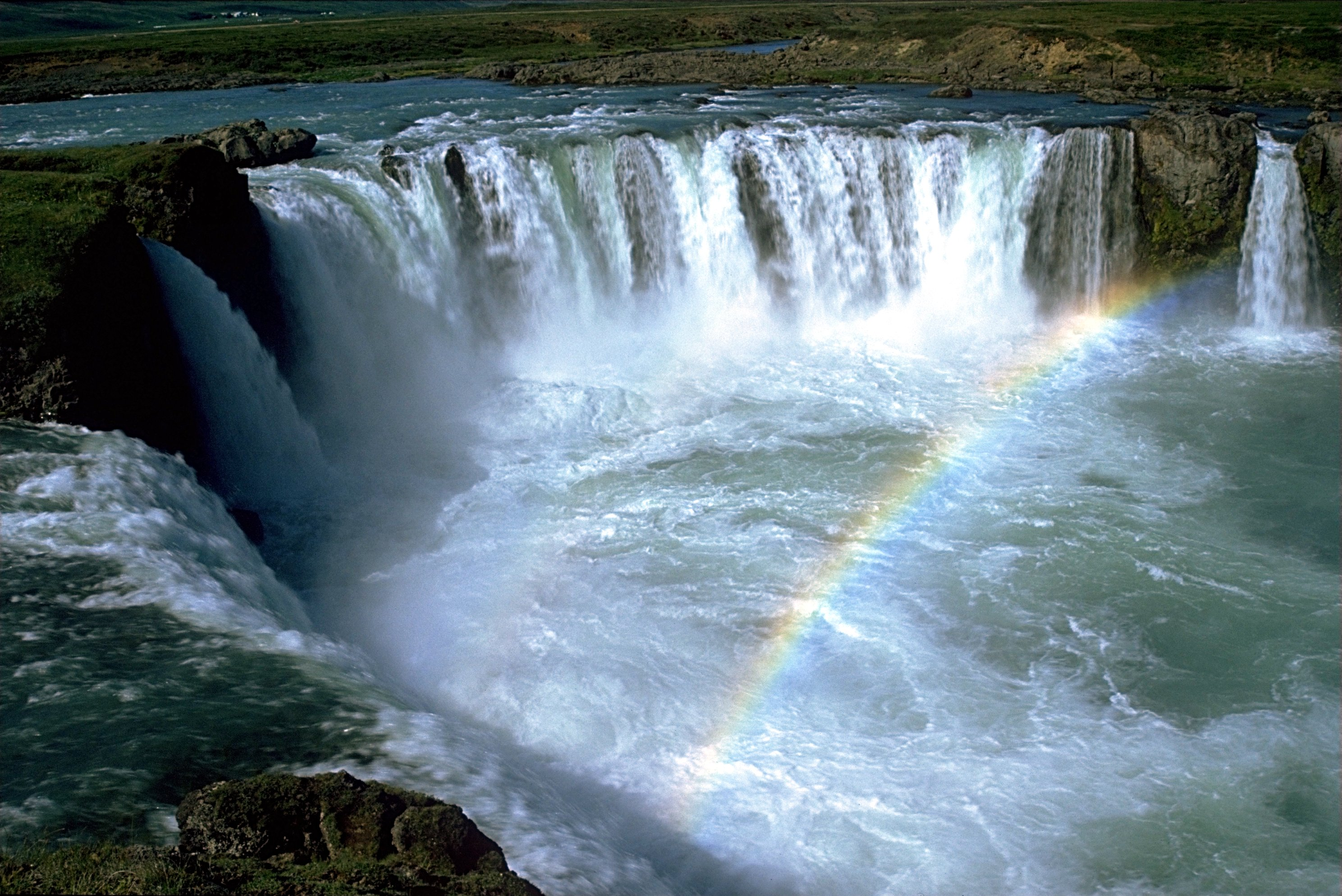
Goðafoss

Les Islandais sont des païens croyant à la mythologie nordique. Alors que les pays nordiques, eux, se sont déjà tournés vers le christianisme, les premiers missionnaires chrétiens n'arrivent en Islande qu'à partir de 980. Très vite, cependant, ils sont obligés de quitter l'île.
Quelques années plus tard, le chef viking Ólafur Tryggvason devient roi de Norvège. Après avoir accompli l'évangélisation des Norvégiens, il dirige ses efforts vers les colonies nordiques, les Îles Féroé, les Shetland, le Groenland et l'Islande, en y envoyant des missionnaires. Le premier est Stefnir Thorgilsson, natif d'Islande, qui commence par attaquer les temples païens, mais est rapidement exilé. Un second missionnaire flamand échoue lui aussi et rapporte au roi que les Islandais, mauvais par nature, ne sont pas susceptibles d'être convertis.
Le roi Ólafur Tryggvason menace alors de massacrer les rebelles à la conversion. Devant ces menaces, deux chefs islandais, Gissur le blanc et Hjalti Skeggjason, déjà convertis, rencontrent le roi et lui promettent que les Islandais seront bientôt évangélisés. Le roi accepte et les deux chefs rentrent en Islande pour la session de l'Althing de l'an 1000. Les Islandais se rassemblent en grand nombre, divisés entre ceux qui veulent garder leurs pratiques et ceux qui désirent se convertir. La plupart souhaite simplement éviter une guerre de religion. Devant l'opposition, les chefs s'accordent pour laisser la décision à Þorgeir Þorkelsson, le goði de Ljósavatn, païen mais modéré. Le jour suivant, Þorgeir annonce que les Islandais doivent devenir chrétiens, sous réserve que certaines traditions soient conservées et que le culte païen puisse s'exercer en privé. Un grand nombre est alors baptisé sur place, et la légende veut qu'au retour de Þorgeir Þorkelsson chez lui, il se saisisse de toutes ses statues et les jette au milieu d'une cascade. Depuis, la cascade en question est appelée Goðafoss, cascade des Dieux.

### Âge de la paix (1030-1220)
Le premier évêque islandais, Ísleifur Gissurarson, nommé en 1056 et ne disposant d'aucun diocèse, a un statut de missionnaire. Durant cette période, l'Église et le christianisme se renforcent en Islande. À la mort de Ísleifur Gissurarson, c'est son fils, Gissur Ísleifsson, qui lui succède. Il crée le siège épiscopal de Skálholt, et y affecte son patrimoine personnel. Il y construit une cathédrale et renforce l'autonomie de l'évêque et de l'Église. Sa plus grande réussite est l'introduction d'une dîme, premier impôt général du pays, dès 1097, soit beaucoup plus tôt que dans les autres contrées nordiques. La dîme pose la base de la domination de l'Église jusqu'à la Réforme de 1550. Un second siège épiscopal est créé au nord à Hólar et son premier évêque est Jón Ögmundsson.

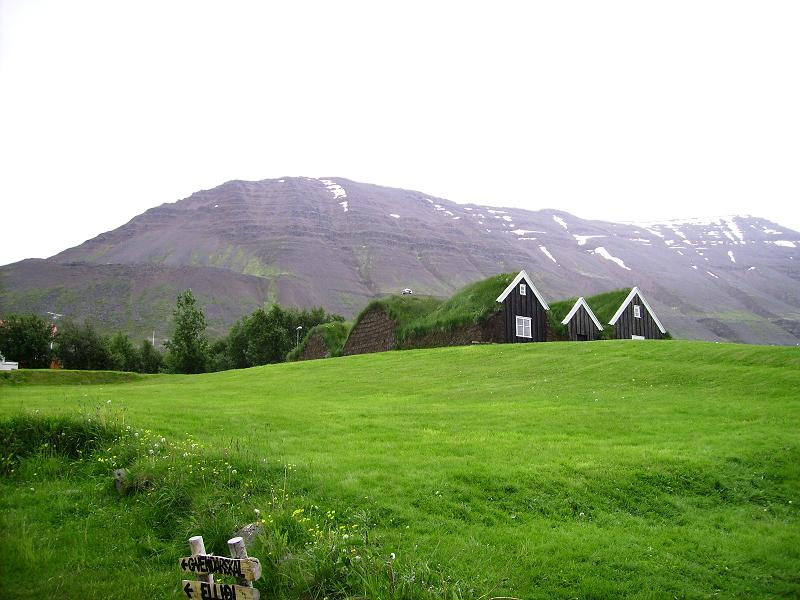
Hólar

La dîme de 1097 a eu une grande importance pour l'Église et a radicalement changé l'État libre islandais. L’Église est devenue plus riche et les évêques ont joui d'une puissance accrue. Les chefs, dispersés à travers l'île, en profitent pour se faire nommer prêtres, détournant ainsi l'argent en principe destiné aux pauvres.
Avant l'évangélisation, les Islandais ne connaissent que l'alphabet runique. L'introduction du christianisme s'accompagne de l'alphabet latin. Les lois sont transcrites pour la première fois durant l'hiver 1117-1118. Ce corpus de la République a plus tard été appelé Grágás. Le premier écrivain islandais connu est Sæmundr Sigfússon, dit « le Savant ». Il est réputé pour avoir été le premier nordique à étudier en France.
C'est en 1130 que le premier livre d'histoire de l'Islande est : l'Íslendingabók (« Le Livre des Islandais ») d'Ari Þorgilsson, retrace les événements les plus significatifs du pays depuis l'âge de la colonisation jusqu'à la mort de l'évêque Gissur Ísleifsson.
Pendant le XIIe siècle et le début du XIIIe siècle, la structure sociale du pays subit un changement radical. La richesse croissante de l'Église profite à certains Islandais qui, désormais très puissants, contractent peu à peu et au mépris des lois, des alliances susceptibles d'agrandir leurs territoires.

### Âge des Sturlungar: guerre civile et fin de l'État libre islandais (1220-1262)

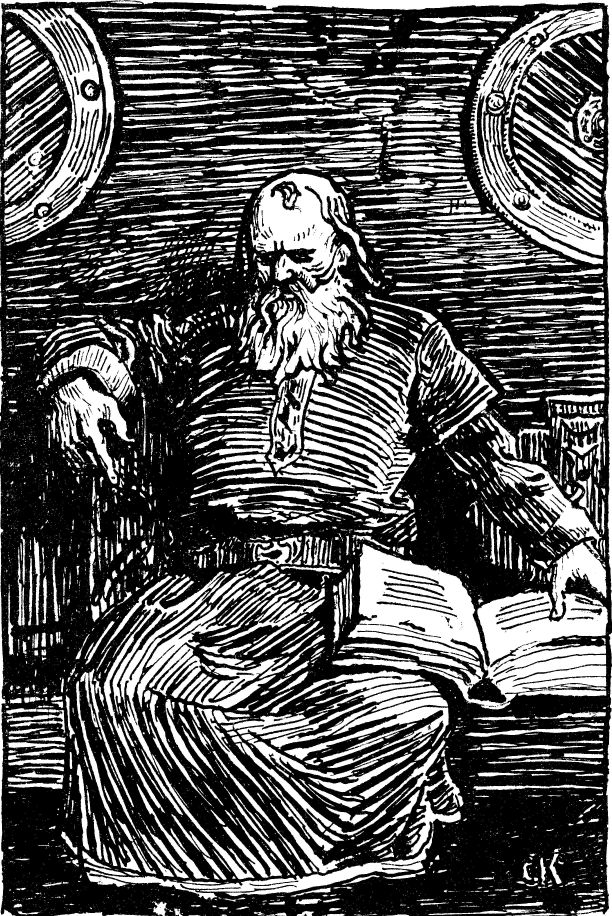
Snorri Sturluson.

À partir du XIIIe siècle, la plupart des pouvoirs économique et politique est entre les mains de quelques familles, ce qui entraîne d'inévitables tensions. Au même moment, la monarchie s'étant renforcée en Norvège, le roi Håkon IV essaie d'étendre son influence sur l'Islande. Plusieurs chefs islandais sont devenus ses vassaux, dont le plus puissant d'entre eux, Snorri Sturluson de la famille Sturlungar.
L'âge dit « des Sturlungar » commence en 1220 alors que Snorri Sturluson revient de Norvège après avoir promis au roi Håkon IV de placer l'Islande sous domination norvégienne. Serment non respecté, cependant, ce qui pousse le roi à s'allier au neveu de Snorri Sturluson, Sturla Sighvatsson, qui devient dès 1235 son représentant en Islande. Cependant, la tyrannie de ce dernier conduit à la guerre civile qui fait rage jusqu'en 1262, date de la fin de la vieille République. En 1238, lors de la bataille de Örlygsstaðir qui l'oppose à Gissur Þorvaldsson et à Kolbeinn Arnórsson. Sturla est défait et trouve la mort. L'Islande passe sous le contrôle de ses deux adversaires, vassaux du roi de Norvège. Gissur Þorvaldsson reçoit l'ordre d'assassiner Snorri Sturluson, ce qui est fait en septembre 1241.

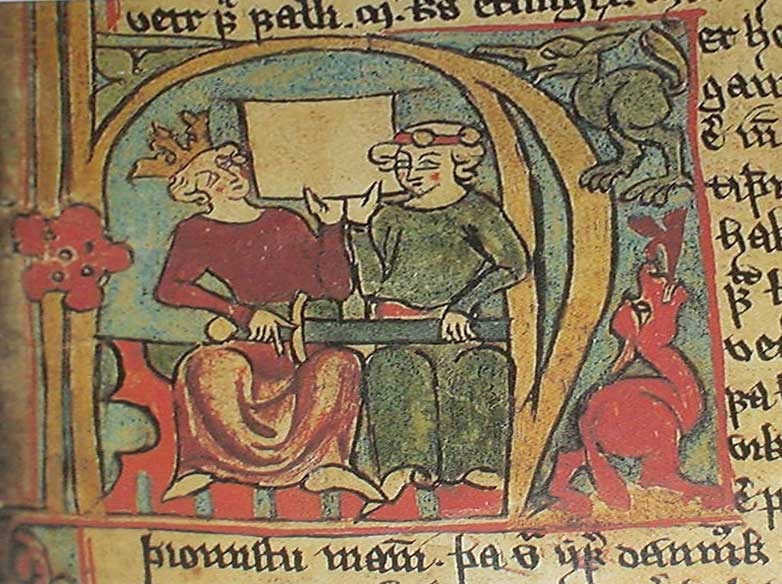
Le roi Håkon IV de Norvège, illustration.

Un an plus tard, le frère de Sturla Sighvatsson, Þórður kakali Sighvatsson, est envoyé en Islande pour accomplir ce que son frère n'a pu réaliser. En 1244, il est vaincu à la bataille navale de Flóabardagi, mais deux ans plus tard, il remporte celle de Haugsnes. Avec la mort de Kolbeinn Arnórsson, Gissur Þorvaldsson et Þórður kakali Sighvatsson décident de s'en remettre au roi pour déterminer qui doit gouverner le pays. Þórður kakali Sighvatsson est choisi et il dirige l'île de 1247 à 1250, mais le roi le rappelle pour défaut dans sa mission, et il meurt en Norvège en 1256. Après sa mort, le roi envoie un autre membre de la famille des Sturlung, Þorgils Böðvarsson (is), mais celui-ci finit assassiné en 1258.
Tous les chefs islandais dépêchés sur l'île sont morts, sauf Gissur Þorvaldsson que le roi nomme comte, et grâce auquel, avec l'aide de ses représentants et quelques manœuvres politiques, l'Islande passe sous domination norvégienne.

## Domination norvégienne et danoise (1262-1550)
Ces guerres incessantes entre clans finissent par fragiliser l'autorité de l'Althing et l'île passe sous domination étrangère jusqu'en 1944. La chute de la République est due à un concours de circonstances ; pour autant, les Islandais n'ont pas été conquis par une puissance étrangère. L'Islande passe d'abord sous domination norvégienne jusqu'en 1380, puis sous domination danoise jusqu'en 1944.

### La signature du «Vieux Pacte» avec le royaume de Norvège (1262-1380)

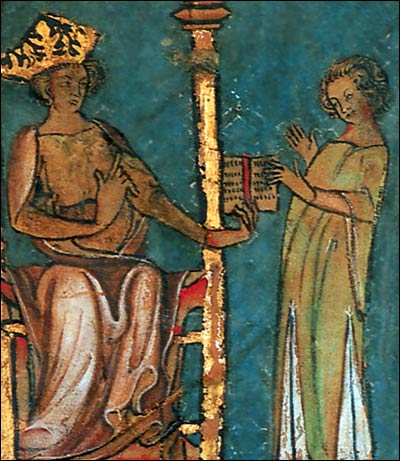
Magnus VI ordonnant les lois de Norvège et d'Islande.

En 1262, le « Vieux Pacte » (en islandais : Gamli sáttmáliest) est signé avec le roi de Norvège. Par ce traité, les Islandais acceptent de reconnaître le roi de Norvège comme leur souverain et de lui payer une taxe annuelle à perpétuité en échange de sa protection. Il est également stipulé que six bateaux doivent apporter des marchandises chaque été en Islande,. Le poste de gouverneur d'Islande revient au comte, Gissur Þorvaldsson, qui reste en fonction jusqu'à sa mort en 1268, après avoir ramené la paix sur l'île. Après lui, le poste reste vacant pendant quelques années, puis est supprimé par le roi.
Le roi Håkon IV de Norvège meurt en 1263, et son fils Magnus VI lui succède jusqu'en 1280. Magnus VI, également connu sous le nom Magnus VI Lagabøte (le législateur), rédige, avec l'aide d'Islandais, deux codes de lois distincts pour les Norvégiens et les Islandais, fondés en partie sur les lois de la vieille République. Premier document juridique de l'Islande, le code est accepté par l'Althing en 1271, mais de nombreuses lois y ont été ajoutées, comme l'interdiction de la vendetta, pratiquée depuis longtemps. Cependant, aussi bien le parlement que le peuple acceptent mal ces nouvelles dispositions, et le premier livre est révisé en 1280 et adopté en sa plus grande partie. Ce livre-recueil est connu sous le nom de Jónsbók. L'Alþing garde théoriquement une portion de pouvoir législatif, mais le roi peut lui aussi édicter des lois. Un nouveau code de droit canonique, très favorable à l'Église et dans lequel la différence entre le pouvoir ecclésiastique et le pouvoir séculier est clairement définie, est également rédigé et publié par le Roi de Norvège, puis accepté après le siège de Skálholt en 1275.

### Union de Kalmar et début de l'emprise danoise (1380-1550)

L'union de Kalmar au début du XVIe siècle.

Le royaume de Danemark-Norvège.

Le roi Håkon VI de Norvège et d'Islande épouse la princesse danoise Marguerite Ire de Danemark, fille du roi Valdemar IV de Danemark. Au décès du roi Valdemar IV en 1375, le fils de Marguerite et Hakon, Oluf, est couronné roi de Danemark. Cinq ans plus tard, son père, roi de Norvège et d'Islande, meurt également et Oluf hérite toutes ses terres. L'Islande passe donc sous contrôle danois en 1380, et en 1383, une fois Oluf en âge de gouverner, les Islandais lui jurent allégeance. Il meurt deux ans plus tard, et c'est sa mère Marguerite Ire de Danemark qui lui succède.
L'union de Kalmar entre tous les pays nordiques, destinée à servir de rempart à l'expansion germanique, est conclue à l'initiative de Marguerite Ire en 1397. La reine Marguerite Ire gouverne ses pays avec une rare fermeté jusqu'à sa mort en 1412.
La peste noire touche la Norvège, comme la plupart des pays européens, en 1349-50. Mais la peste n'a atteint l'Islande qu'au début du XVe siècle (vers 1402-04). Le nombre exact des morts de la peste n'est pas connu, mais on estime que leur nombre se situe entre un tiers et la moitié de la population. La peste a eu plusieurs conséquences en Islande. Beaucoup de fermes ont été abandonnées, et l'Église a tiré profit de cette situation, puisque de nombreuses personnes lui ont donné leurs terres. La peste a causé une rupture dans la culture islandaise : très peu de sources écrites datent de cette époque car les activités littéraires s’y sont ralenties,. L’Islande a mis longtemps avant de se remettre de cette épidémie, d'autant plus qu'une autre est survenue en 1494-95,.
Durant le XVe siècle, les réserves de poisson de l'île sont devenues très précieuses en raison de la forte demande des autres nations européennes. À cette époque, la pêche a succédé à la laine en tant qu'article principal d'exportation. Les marchands norvégiens, qui ont contrôlé le commerce islandais pendant un certain temps, voient les Allemands de la ligue hanséatique prendre une part plus importante dans ces échanges. Mais cette période est surtout appelée le « siècle des Anglais », en raison du nombre important de pêcheurs anglais qui viennent dans les eaux islandaises.
En 1536, l'union de Kalmar prend fin, l'Islande faisant désormais partie du royaume du Danemark et de Norvège.

## Réforme protestante (1550-1701)

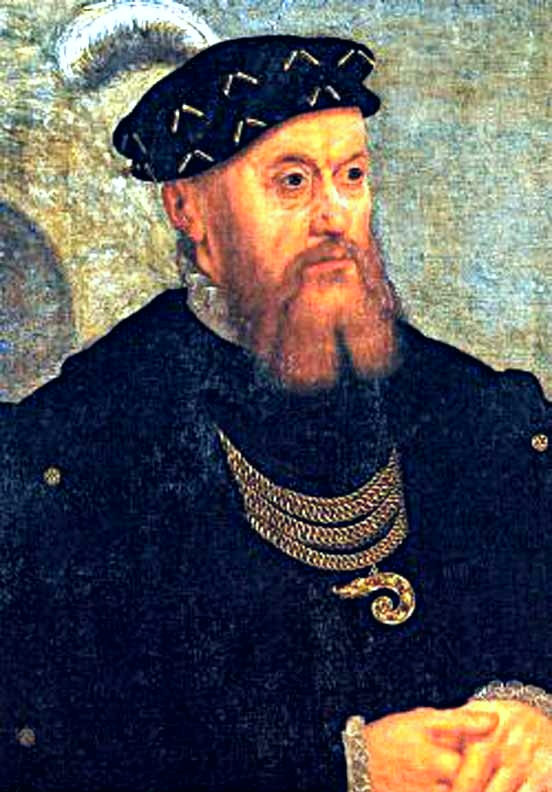
Le roi Christian III de Danemark.
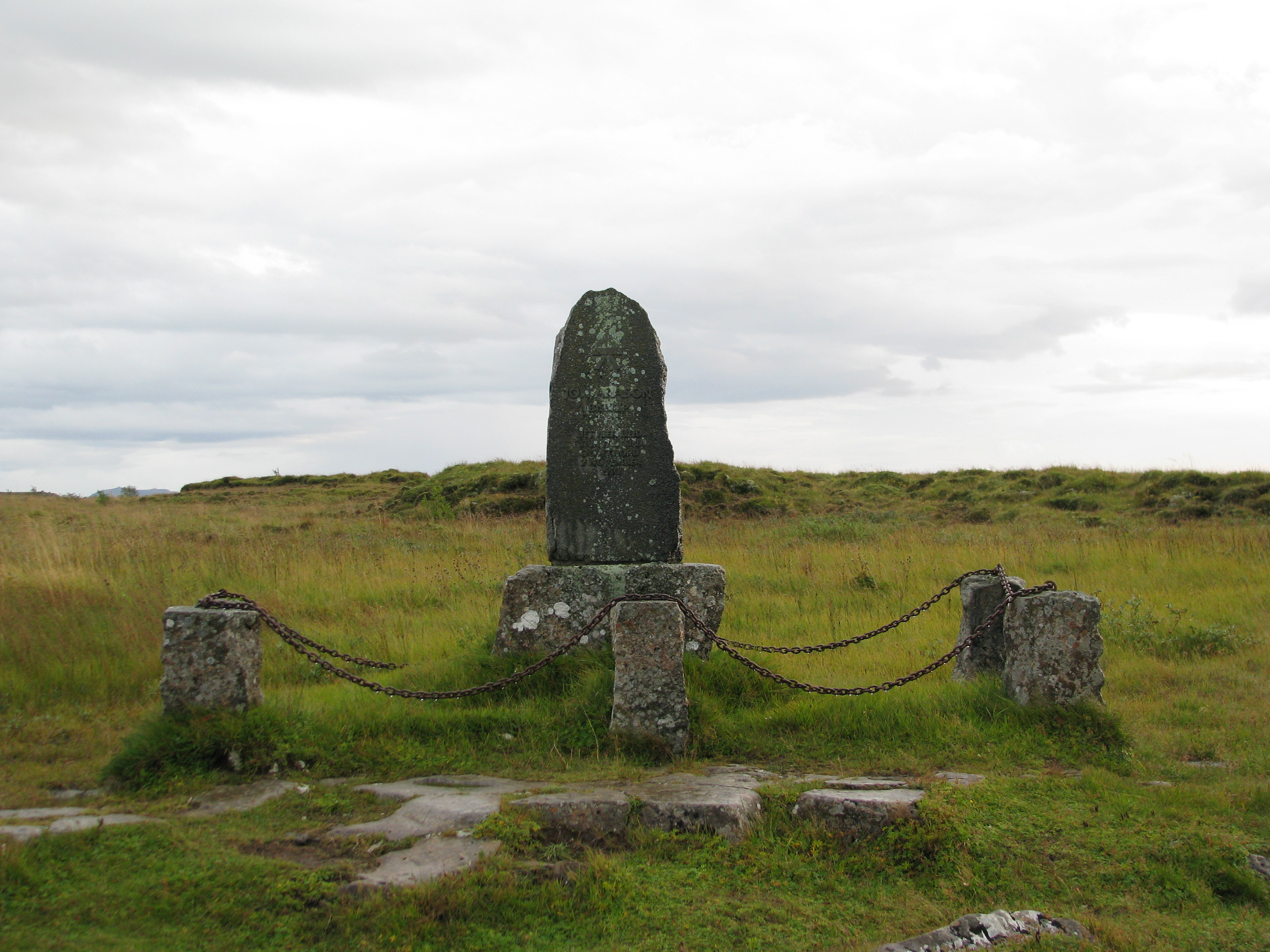
Stèle marquant le lieu de l'exécution de Jón Arason.
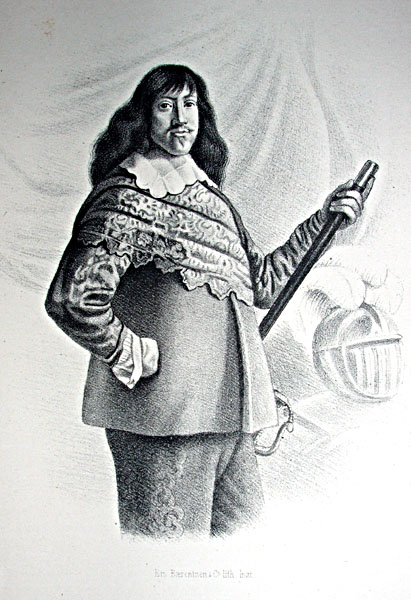
Le roi Frédéric III de Danemark.
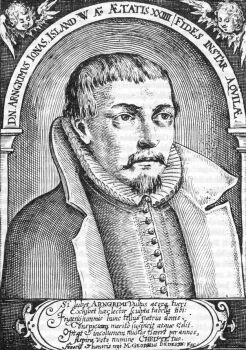
Arngrímur Jónsson.

L'activité commerciale des Hambourgeois culmine vers 1530. Véhiculées par ces marchands hambourgeois, les idées luthériennes font leur chemin et leurs sectateurs visent d'abord et avant tout à éliminer le catholicisme, ensuite à soumettre encore plus étroitement le pays au pouvoir politique danois. Au Danemark, le roi Christian III sécularise les biens d'Église et chasse tout le clergé catholique. Toute résistance est écrasée par une chasse aux sorcières. L'évêque norvégien de Trondheim, Engelbrekt Engelbrektsson, résiste jusqu'en 1537 avant de fuir lorsque le luthéranisme est imposé à la Norvège.
En Islande, l'atmosphère est différente. Le peuple reste fidèle au catholicisme et l'évêque du nord de l’île (Hólar í Hjaltadal), Jón Arason, reprend tous les biens d'Église confisqués par le pouvoir danois et ses partisans protestants. Dès 1540, il s'est procuré une presse, la première introduite dans le pays. Appartenant à une très puissante famille de l'île, il fait figure de roi non couronné en Islande. Mais trahi par l'un des siens, il est fait prisonnier, et le 7 novembre 1550, Jón Arason et ses deux fils sont décapités.
En 1572, le pays se voit imposer un gouverneur particulier, membre du Riksråd (« Conseil du Royaume ») danois. L'Islande n'est plus qu'un pays vassal de la Couronne.
La misère s’accroît encore aux XVIIe et XVIIIe siècles. En 1602, les Danois imposent le monopole royal du commerce. En 1662, les Islandais sont contraints de se soumettre au pouvoir absolu du monarque danois.

### Conséquences de la Réforme
Une fois que le roi Christian III de Danemark a imposé de force la Réforme à l'Islande, lui et ses gouverneurs s'emparent de la plus grande partie des pouvoirs. L'Althing perd la majorité des siens, et se contente désormais d'approuver les affaires qui lui sont soumises. Après la Réforme, le roi saisit toutes les terres appartenant aux monastères, et en tant que chef de l'Église, administrait tous ses domaines. Les taxes, les amendes et les revenus de toutes sortes commencent à affluer dans la trésorerie royale
Jusqu'à la Réforme, l'Islande a été un pays relativement prospère, mais après, les Islandais commencent à glisser vers la pauvreté. En fait, depuis 1262, soumise à un roi mais conservant certains droits, après la Réforme, l'Islande ressemble de plus en plus à une colonie exploitée. Le roi instaure également un monopole commercial et en 1602, le commerce se fait exclusivement avec des marchands de Copenhague, d'Elseneur et de Malmö. Ce monopole dure pendant près de deux siècles jusqu'en 1787. En 1661, le roi Frédéric III de Danemark impose la monarchie absolue, et en 1662, les Islandais se soumettent à cette décision à la suite de l'abolition du Vieux Pacte de 1262.
Malgré la prise de tous les pouvoirs par le roi, ce dernier néglige la protection de l'Islande. Ainsi, des pirates de différentes nationalités y abordent pour assassiner, piller et commettre d'autres atrocités. En 1627, le pays est attaqué par une bande de pirates venue du Maroc et d'Algérie, et menée par Jan Janszoon, dit Mourad Rais,, qui pille et vole toutes les richesses qu'elle peut trouver et tue de nombreux Islandais. Plusieurs centaines de femmes, d'enfants et d'hommes, la plupart venant des îles Vestmann, sont capturés et vendus en Afrique du Nord. Seuls 37 des 370 prisonniers réussissent à rentrer en Islande. Ces pirates barbaresques sont appelés les « Turcs » en Islande, car le Maghreb était en partie contrôlé par l'Empire ottoman, bien que la République du Bouregreg ait été indépendante aussi bien des Ottomans que de l'Empire chérifien. L'Islande subit un nouveau raid barbaresque en 1687.

### Renouveau culturel
Malgré une économie en déclin et une pauvreté de plus en plus accusée pendant les XVIe et XVIIe siècles, l'Islande compte de nombreux poètes et écrivains, parmi lesquels Einar Sigurðsson (1538-1626), dont certains poèmes ont été publiés à Hólar.
Vient ensuite Hallgrímur Pétursson (1614-1674), l'un des plus grands poètes islandais, auteur notamment des Psaumes de la Passion. Arngrímur Jónsson (1568-1648), autre écrivain d'importance, révolté contre les préjugés de certains collègues étrangers sur l'Islande, écrit plusieurs livres en latin sur l'île et son histoire, et les publie hors des frontières.
Au cours du XVIIe siècle, Danois et Suédois commencent à s'intéresser à l'histoire de leurs nations. Comme l'Islande est le seul pays nordique où l'histoire médiévale a été écrite, le Danemark et la Suède se disputent l'acquisition des manuscrits. Toutefois, l'Islande appartenant au Danemark, le roi en reçoit beaucoup plus que la Suède, qui obtient néanmoins certains documents rares et précieux. Árni Magnússon, Islandais professeur d'histoire à l'Université de Copenhague, rassemble tous les manuscrits disponibles et les emporte avec lui à Copenhague, où il les confie à la bibliothèque de l'université. Cette institution servant à la fois le Danemark, la Suède et la Norvège, l'Islande se voit ainsi privée d'une grande partie de son patrimoine culturel. Pour autant, la plupart des plus anciens manuscrits a été ainsi sauvée de l'incendie qui a ravagé les bâtiments en 1728.

## L'après réforme (1701-1830)

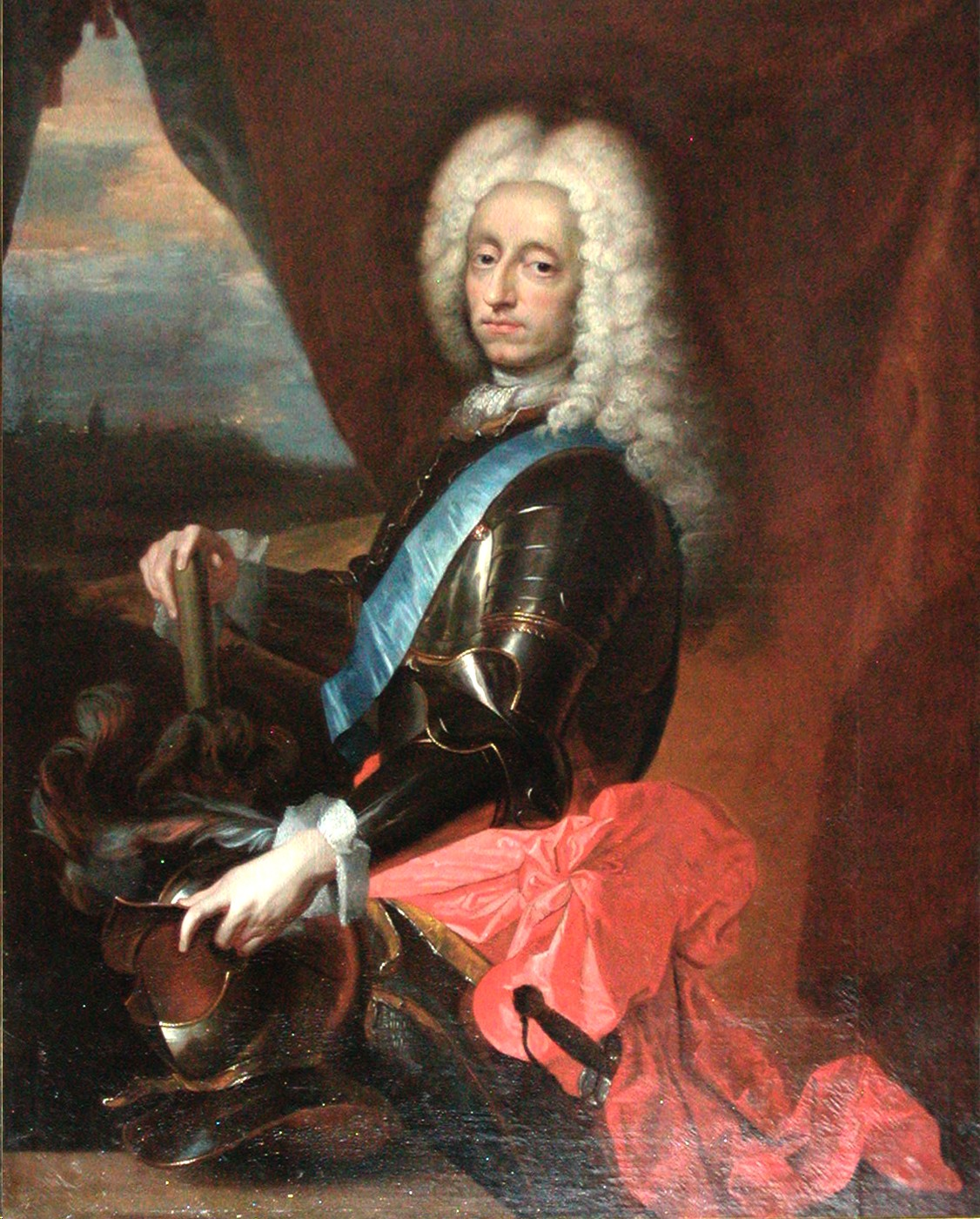
Frédéric IV de Danemark.

La fin du XVIIe siècle est très difficile pour les Islandais pour différentes raisons, en particulier la froidure du climat et la pauvreté croissante et presque endémique.
À la fin du siècle, des milliers d'Islandais meurent de famine et, durant le XVIIIe siècle, la population connaît son plus faible niveau depuis la colonisation, avec 50 358 habitants en 1703 et 44 845 en 1762. En 1700, avec l'accession au trône du roi Frédéric IV de Danemark, les délégués islandais demandent au roi d'aider la population ; il nomme alors une commission composée de deux Islandais, Árni Magnússon et Páll Vídalín, qu'il envoie en Islande en 1702 pour rechercher des solutions. Les deux délégués inspectent et enregistrent les propriétés disséminées à travers l'île, essaient d'améliorer les conditions de vie en allégeant les charges et réparant les nombreux préjudices commis par les représentants gouvernementaux et les juges. Cette mission, poursuivie sur dix années, s'avère particulièrement utile, mais en 1707, une terrible épidémie de variole tue environ 18 000 personnes, soit un tiers de la population.

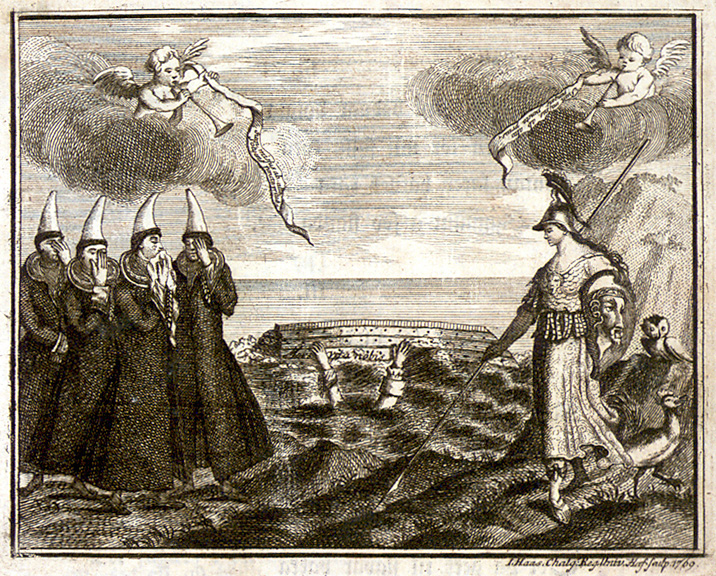
Gravure représentant la mort d'Eggert Ólafsson.

Au cours du XVIIIe siècle, le Piétisme, très actif au Danemark, se développe fortement en Islande, favorisant l'imprimerie et la littérature. Cependant, l'éducation piétiste devant se limiter à l'étude de la religion, en  1741, deux théologiens, l'Islandais Jón Þorkelsson et le Danois Ludvig Harboe, sont dépêchés en Islande avec mission de « venir en aide au peuple » ; des années durant, ces délégués régissent l'éducation des enfants et prêchent, en particulier, contre l'apprentissage des sagas.
Au milieu du XVIIIe siècle, l'intérêt pour l'Islande commence à prendre de l'importance au Danemark. Deux étudiants, Eggert Ólafsson et Bjarni Pálsson, de l'Université de Copenhague, sont envoyés en 1752 pour dresser la carte des ressources naturelles et observer la culture et les coutumes des habitants. Eggert Ólafsson rassemble toutes ces données dans le Livre des Voyages, traduit en plusieurs langues et aujourd'hui encore source de savoir importante sur l'Islande du XVIIIe siècle.

### L'âge du développement
Les gouverneurs danois et autres officiels ont leur siège à Bessastaðir, près de Reykjavik. Comme la plupart d'entre eux ne reste que très peu de temps sur place, ils délèguent leurs fonctions à un bailli, toujours un Danois jusqu'en 1749, année où le remplace un Islandais, Skúli Magnússon, décidé, lui, à œuvrer pour l'amélioration des conditions de vie.
Les idées de Skúli Magnússon sont reprises lors de la session parlementaire de 1751, et se constitue alors une compagnie comportant un certain nombre d'actionnaires. Le roi, qui s'intéresse à cette initiative, cède plusieurs de ses fermes, dont celle de Reykjavik, tout en y investissant des sommes considérables. Dès 1752, commence à Reykjavik la construction de nombreux ateliers destinés à  favoriser l'artisanat, le filage, le tissage et la teinture des peaux, de même que la production de sel et de soufre. Les plus vieux bâtiments islandais encore en place aujourd'hui datent de cette époque.
La compagnie a son siège à Reykjavik où de nombreuses maisons et ateliers se construisent. C'est le début, sur les terres du premier colon, Ingólfur Arnarson, de Reykjavik, future capitale. Le petit village a peu à peu grandi et quand Reykjavik accède au statut municipal en 1786, elle comprend 167 habitants.
Cependant, la compagnie, malgré l'implication du gouvernement danois et du roi, a constamment besoin de fonds, et les marchands danois voient en elle une menace. Accablée de dettes, elle est reprise par la compagnie danoise titulaire du monopole commercial en Islande. Skúli Magnússon se trouve rapidement évincé de sa direction et les ateliers disparaissent peu à  peu.

### Les temps difficiles (1783-1800)

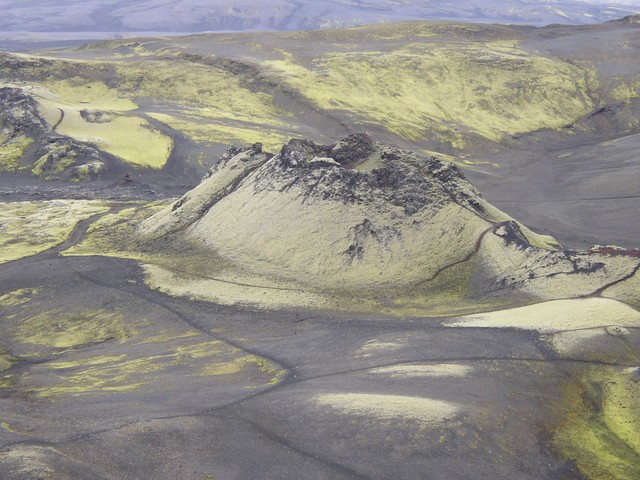
Les Lakagígar.

Pendant la deuxième moitié du XVIIIe siècle, de nombreuses catastrophes naturelles accablent le pays. Entre 1752 et 1759, les populations vivant de l'agriculture connaissent une période de famine et ce qui conduit à l'abandon de nombreuses fermes. Avec cela, les Islandais doivent affronter les éruptions du Katla en 1755 et de l'Hekla en 1766.
La pire de ces calamités est l'éruption des Lakagígar qui, commencée au printemps 1783, s'étend sur plus d'une année. La lave recouvre une superficie de 565 km2, le plus grand champ de lave jamais créé par une seule éruption. Des gaz toxiques se répandent, empoisonnant la faune et la flore. S'ensuit une très grande pénurie et une période de famine qui affecte la plupart des régions. Pendant les années 1783-1784, environ 10 000 personnes meurent de faim et la population de l'Islande retombe une nouvelle fois sous la barre des 40 000 habitants. D'importants tremblements de terre surviennent également en 1784. À Skálholt tous les bâtiments, à l'exception de l'église, sont détruits. Le roi et le gouvernement danois dépêchent de l'aide et l'évacuation de l'île est évoquée, quoique l'idée n'en soit finalement pas retenue.
Les autorités gouvernementales, tant en Islande qu'au Danemark, s'efforcent d'améliorer les conditions de vie des Islandais. L'idée de Skúli Magnússon, de supprimer le monopole danois sur les échanges commerciaux, est adoptée en 1787, mais le commerce reste de fait la prérogative des sujets du roi,.
En 1800, le roi, appuyé par certains Islandais, abolit l'Alþing, jugée désormais sans intérêt, et la remplace par une Cour suprême. Son premier président, Magnús Stephensen, est issu d'une famille très puissante ; son père, Ólafur Stephensen, a d'ailleurs été gouverneur de l'Islande de 1790 à 1806.

### Les guerres napoléoniennes

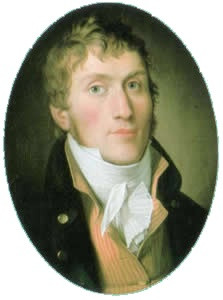
Jørgen Jørgensen.

Au début du XIXe siècle, les guerres napoléoniennes rendent les échanges maritimes plus difficiles, ce qui affecte durement l'Islande. Le Danemark s'allie à Napoléon Ier après l'attaque de Copenhague par les Britanniques. Pour autant, ces derniers s'avèrent, par leurs fournitures, très utiles aux Islandais. En juillet 1809, un navire accoste à Hafnarfjörður avec, à son bord, Jørgen Jørgensen, aventurier danois qui, aidé de comparses anglais, arrête le gouverneur, le Comte Trampe, et proclame le 26 juin l'abolition de la souveraineté du Danemark. Après quoi, affirmant sa volonté de quitter son poste dès la réunion d'une assemblée constituante, il promet la protection de la Grande-Bretagne et s'octroie tous les pouvoirs en tant que « protecteur » de l'Islande et commandant en chef sur terre comme sur mer.
Après la défaite de la France, les Danois paient le prix de leur alliance avec Napoléon Ier et, en 1814, ils doivent céder la Norvège à la Suède. L'Islande, unie à la Norvège depuis 1262, reste sous domination danoise avec le Groenland et les Îles Féroé.

## Vers l'indépendance (1830-1944)
De nouveaux courants politiques sont apparus en Europe après la révolution de Juillet en France et l'arrivée d'un roi plus libéral. Les vagues de cette révolution se font sentir jusqu'au Danemark. À partir du milieu du XIXe siècle, des mouvements indépendantistes voient le jour en Islande.

### Constitution du mouvement indépendantiste (1830-1874)

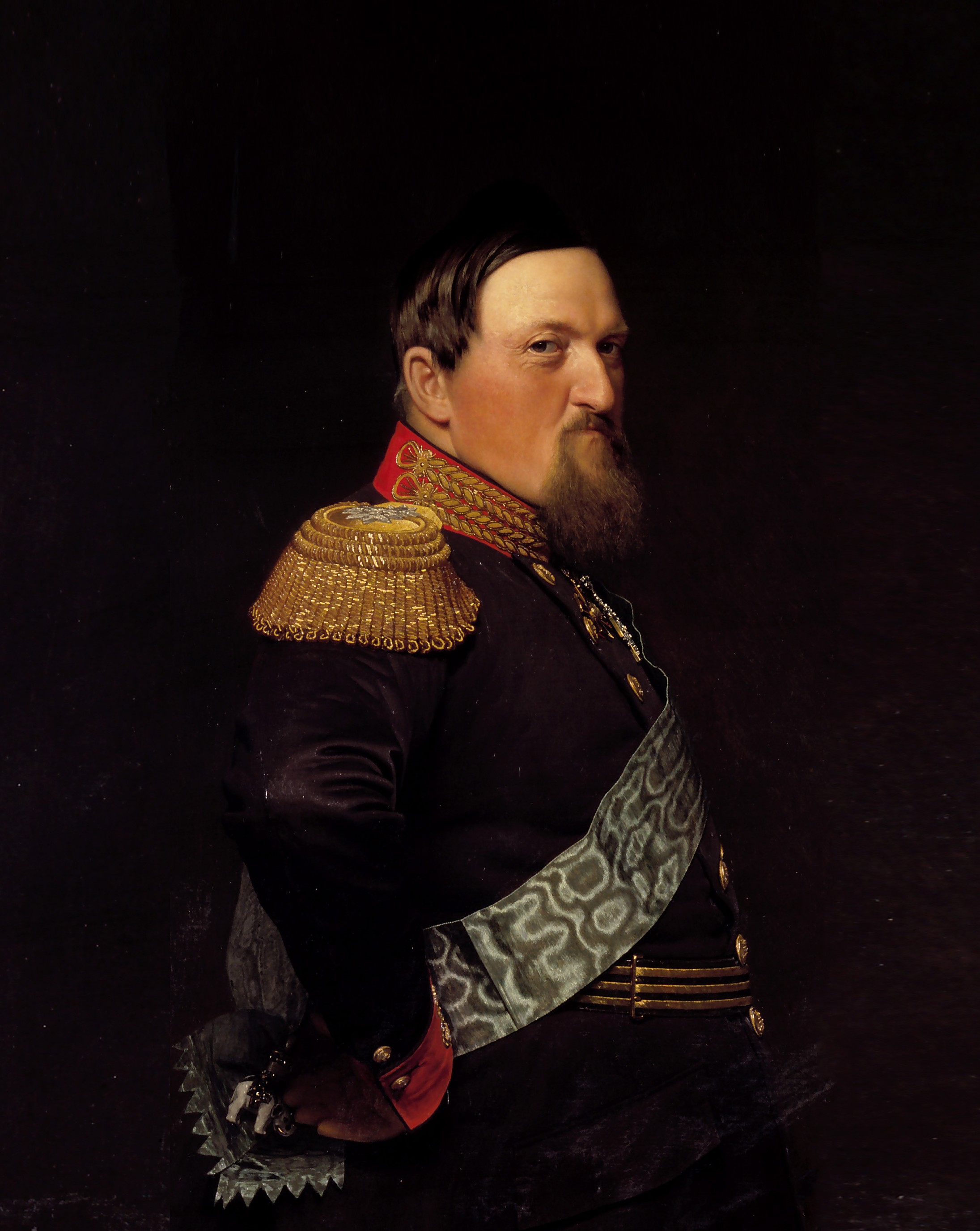
Le roi Frédéric VII de Danemark.

Les Islandais pétitionnent auprès du roi pour disposer de leur propre assemblée au lieu d'envoyer des représentants au Danemark. Cette idée, également appuyée par le Gouverneur, fait son chemin et Jón Sigurðsson commence à apparaître sur la scène politique. Selon lui, l'Althing doit se situer à Reykjavik, siège du Gouvernement, et Reykjavik servir de capitale. En dépit d'oppositions réclamant l'installation de l'Alþing à Þingvellir, l'avis de Jón Sigurðsson est suivi, et en 1843, le roi Christian VIII de Danemark met en place une assemblée consultative, l'Althing. Elle s'assemble pour la première fois en 1845 avec vingt représentants élus par les propriétaires terriens islandais et six désignés par le roi.
À la suite de la révolution française de 1848 et devant la multiplication des mouvements en Europe, le roi Frédéric VII, qui vient d'accéder au pouvoir, convoque une convention nationale devant doter le royaume danois d'une constitution. La convention met fin à ses travaux le 5 juin 1849 et la monarchie absolue s'en trouve abolie. En 1848, le roi ayant aussi décidé la création d'une convention spécifique pour l'Islande, Jón Sigurðsson esquisse les principaux points de sa stratégie politique pour le pays. Selon lui, à la suite de l'adoption de la constitution danoise, l'Islande retrouve le statut du Vieux Pacte avec la Norvège en 1262, autrement dit l'Islande n'est liée au Danemark que par une union dite « personnelle ». La convention nationale (Þjóðfundur) est finalement mise en place en 1851 pour discuter de l'avenir politique de l'île, mais est rapidement dissoute par le gouverneur. En 1865, un nouveau gouverneur, Hilmar Finsen, rédige un projet conférant aux Islandais un certain pouvoir législatif et financier, bientôt accepté par l'Alþing en 1867 mais rejeté par le Parlement danois en 1869. Finalement, le Danemark impose à l'Islande une loi constitutionnelle en 1871, selon laquelle l'Islande est inséparable du Danemark mais dispose de certains droits locaux. Le gouverneur prend désormais le titre de Vice-roi. Les Islandais, mécontents de cette constitution qui leur est imposée, demandent au roi un nouveau texte avant 1874, année marquant les mille ans de la colonisation de l'île.

### Autonomie (1874-1918)
En janvier 1874, le roi fait connaître son intention d'octroyer une constitution à l'Islande lors de sa visite pour les célébrations du millénaire. Simple ajout à la loi constitutionnelle de 1871, ce texte garantit une large autonomie dans les affaires intérieures, dont une part du pouvoir législatif dévolu à l'Alþing. Toutes les lois votées par l'Alþing doivent être contre-signées par le roi. Les Islandais se montrent plutôt optimistes, jugeant que le nouveau texte leur permettra une plus grande indépendance et sortira leur île de la pauvreté. En 1875, la monnaie devient la Króna et dix ans plus tard, la Banque nationale d'Islande est créée, ce qui contribue à promouvoir l'industrie émergente.
À cette même époque, l'Islande connaît également, en raison des conditions de vie difficiles, une forte vague d'émigration vers l'Amérique du Nord. Certains s'installent dans le Wisconsin et le Dakota, mais la plupart se rend dans le Manitoba à l'ouest du lac Winnipeg. Entre 1870 et 1914, entre 10 000 et 20 000 Islandais s'expatrient en Amérique du Nord.
L'année 1904 constitue un tournant dans la lutte pour l'indépendance. En effet, le pouvoir exécutif est transféré en Islande à la suite d'un amendement constitutionnel adopté par l'Althing en 1903 et accepté par les autorités danoises. Le roi du Danemark nomme Hannes Hafstein ministre d'Islande, qui reprend ainsi les fonctions jusqu'alors exercées par un Gouverneur royal.
En 1908, les femmes obtiennent le droit de vote et le droit d'être candidates à une élection.
Les couleurs du drapeau islandais sont adoptées, après débat à l'Althing, en 1913.

### Royaume d'Islande (1918-1944)

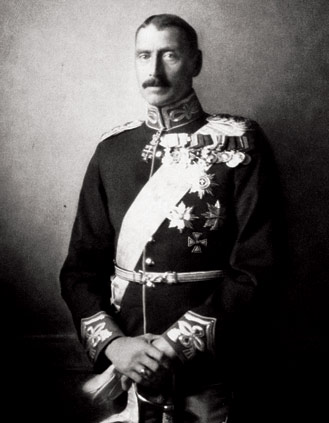
Le roi Christian X.

Le 1er décembre 1918, à la suite de la tenue d'un référendum en Islande, le régime dit de l'union personnelle est décrété entre le Danemark et l'Islande ; le roi de Danemark demeure roi d'Islande, mais les deux royaumes deviennent formellement distincts. L’autonomie de l’Islande est consacrée par l'Acte d'Union du 30 novembre 1918, qui stipule que le Danemark conserve la souveraineté sur les affaires de défense et étrangères. Il a été prévu de réexaminer cet acte après un délai de 25 ans, soit en 1943.
Durant et après la Première Guerre mondiale, l'Islande, connaît une période difficile (conditions de pêche et marché du poisson perturbé, éruption du Katla) jusqu'en 1924 . Le redressement économique qui s'amorce ensuite est anéanti par les répercussions de la Grande Dépression de 1929, dont l'une des victimes principales est la Banque d'Islande. La crise provoque une pauvreté croissante, le chômage et la stagnation, ce qui incite le gouvernement islandais à lancer une politique de grands travaux avec construction de ponts, d'écoles et de centrales hydroélectriques. Après la guerre, la pêche est une industrie en plein essor, l'industrie du hareng que les Norvégiens ont constituée dans le nord est reprise par les Islandais et le port de Siglufjörður connaît une très forte activité jusqu'au milieu du XXe siècle et la chute des réserves de poissons.
Du 26 au 28 juin 1930, les Islandais célèbrent le millénaire de l'Alþing sur le site de l'ancien parlement à Þingvellir, où environ 35 000 personnes sont rassemblées, avec pour invités le roi Christian X de Danemark et la reine.

#### Seconde Guerre mondiale (1940-1945)

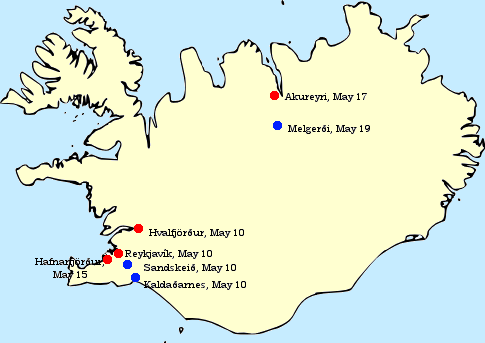
Les cibles initiales des Britanniques.

Le 9 avril 1940, le Danemark est envahi et tombe sous la coupe de l’Allemagne nazie, ce que le Royaume-Uni considère comme un risque majeur. En effet, le fait que les sous-marins allemands puissent se ravitailler dans les possessions danoises, les îles Féroé, l’Islande, ou le Groenland, leur confèrerait une quasi domination de l'Atlantique-Nord et menacerait d'autant plus les convois acheminant du ravitaillement vers l’Union soviétique.
Pour pallier ce danger, les Britanniques envahissent l’Islande neutre un mois après l’invasion et s’installent d’autorité près de Keflavik, à 45 kilomètres à l'ouest de la capitale, et dans le fjord de Hvalfjörður, site portuaire situé à 50 kilomètres au nord. Leurs effectifs atteignent 25 000 hommes pour une population d’environ 120 000 Islandais. Les premiers éléments de l’armée américaine arrivent, eux, en août 1941 et s'installent dans les bases britanniques. L'Alþing est conduit à désigner un régent avant de prononcer en mai 1942 la séparation politique totale entre l'Islande et le Danemark.
Officiellement neutre, l'Islande a joué un rôle stratégique non négligeable dans le conflit, permettant aux forces britanniques et américaines d'opérer à partir des bases situées sur son territoire national et d'assurer ainsi aux Alliés le contrôle de l'Atlantique Nord.

#### Proclamation de la république (1944)

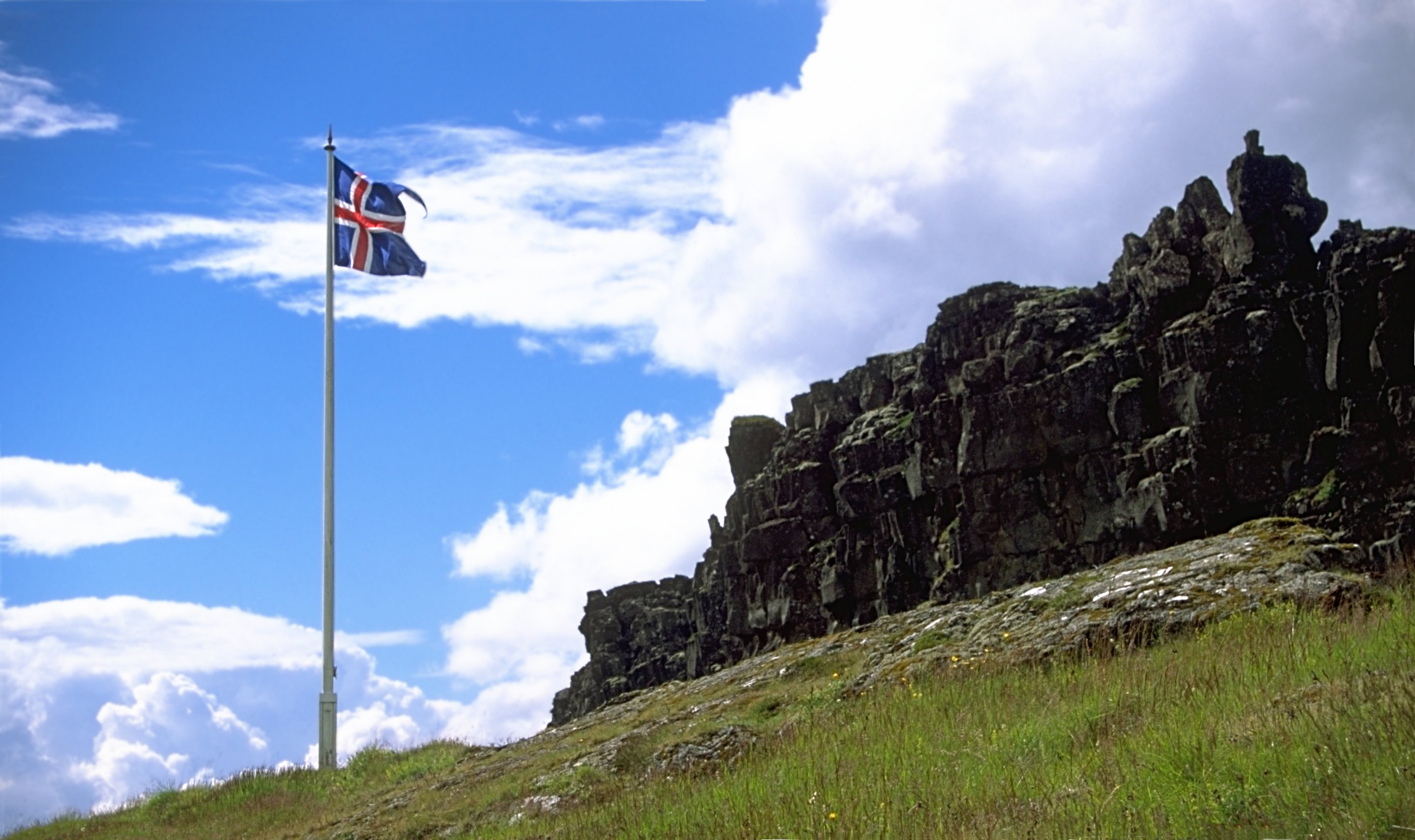
Þingvellir.

Le traité d’Union entre l’Islande et le Danemark doit se renégocier en 1943, mais le Danemark est dans l’impossibilité d’intervenir. Les Islandais décident d’agir unilatéralement et organisent un référendum au début de 1944 pour déterminer si la population approuve la sécession. Sur les 98,6 % de votants, 97,3 % se prononcent pour le oui. Le 17 juin 1944, jour du 133e anniversaire de la naissance du nationaliste Jón Sigurðsson (1811-1879), le Parlement islandais proclame la république à Þingvellir. Sveinn Björnsson en devient le premier président et la nouvelle république est reconnue par les puissances alliées et l’Union soviétique. Le roi Christian X, souverain du Danemark occupé par les Allemands, s’incline devant le fait accompli et envoie un télégramme de félicitations au peuple islandais.

## République (de 1944 à aujourd'hui)

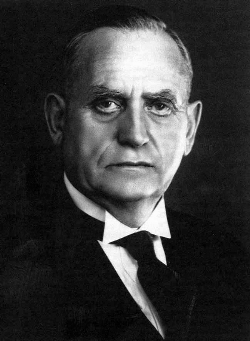
Sveinn Björnsson, premier Président de la République d'Islande

### La nouvelle vie politique sous la république
Principalement fondée sur la constitution de l'ancien royaume d'Islande, à la différence qu'un Président de la République remplace le Roi à la tête de l'exécutif, la nouvelle constitution islandaise entre en vigueur le 17 juin 1944, Sveinn Björnsson, élu par le Parlement en 1944, en devenant le premier président.
La principale tâche des différents gouvernements qui se succèdent après la proclamation de la République est d'assurer l'indépendance d'avec le Danemark. La structure politique de l'Islande est telle qu'un parti politique n'a jamais pu y gouverner seul. Pendant la deuxième moitié du XXe siècle, si la vie politique est dominée par le Parti de l'indépendance, cette formation doit constituer diverses coalitions avec les principales composantes que sont le Parti social-démocrate, le Parti du progrès et le Parti libéral.

### L'Islande et le monde

#### L'Islande et l'OTAN

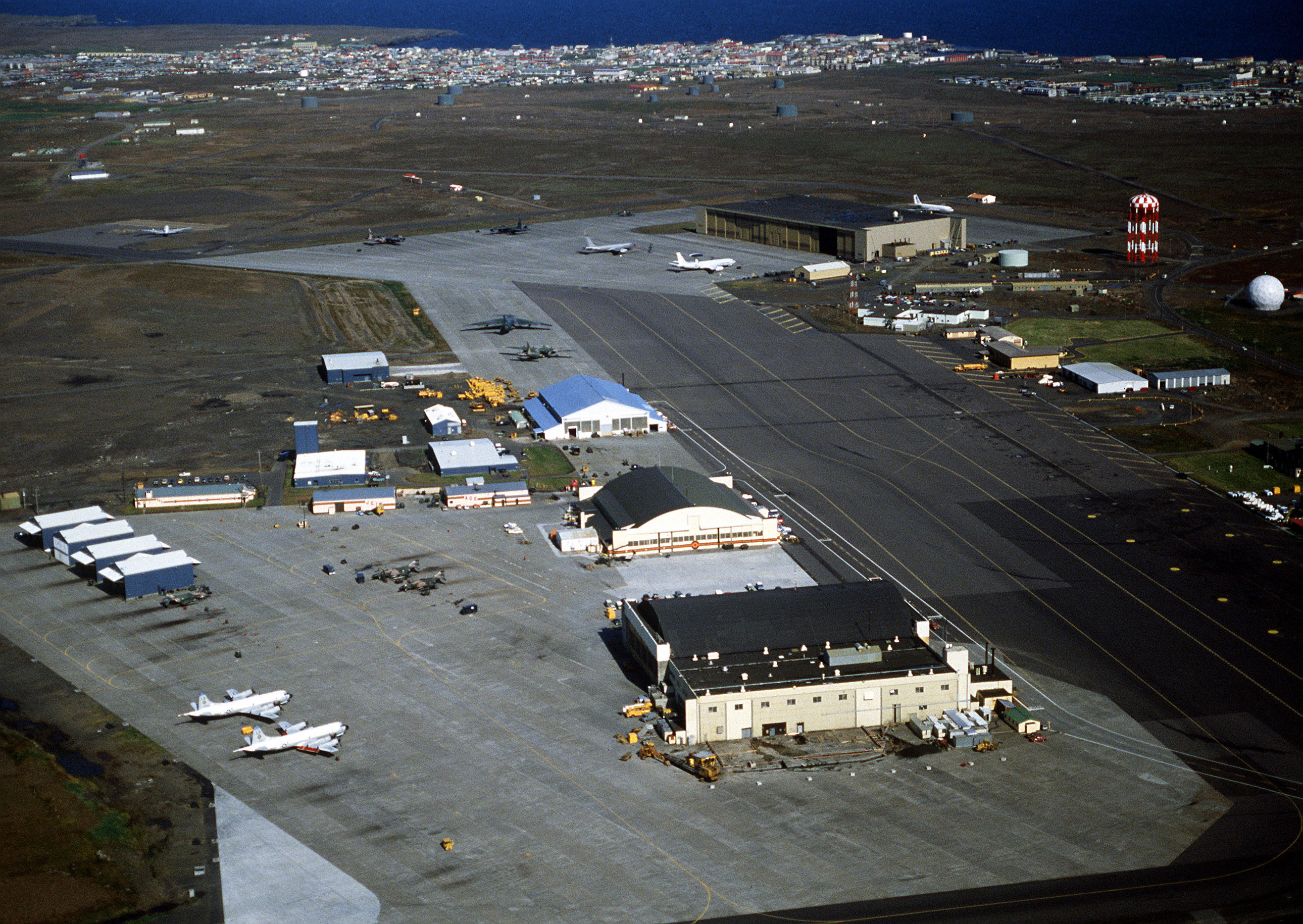
La base de l'OTAN à Keflavik en 1982

L’Islande est libre, mais toujours occupée par les troupes américaines. Contrairement aux obligations contractuelles, le gouvernement des États-Unis, voyant venir la guerre froide et profitant de la position stratégique de l’Islande, ne veut pas rapatrier ses troupes à la fin de la guerre, et réclame même des bases permanentes dans le pays. Le gouvernement islandais refuse, mais un compromis est signé en 1946 : les États-Unis gardent le contrôle de l’aéroport de Keflavik pendant six ans et demi.
En 1951, pendant la guerre de Corée, les États-Unis obtiennent la permission de faire stationner des troupes en Islande, mais cette fois sous la bannière de l’OTAN. En 1985, le Parlement islandais interdit tout passage d’arme atomique sur son sol.

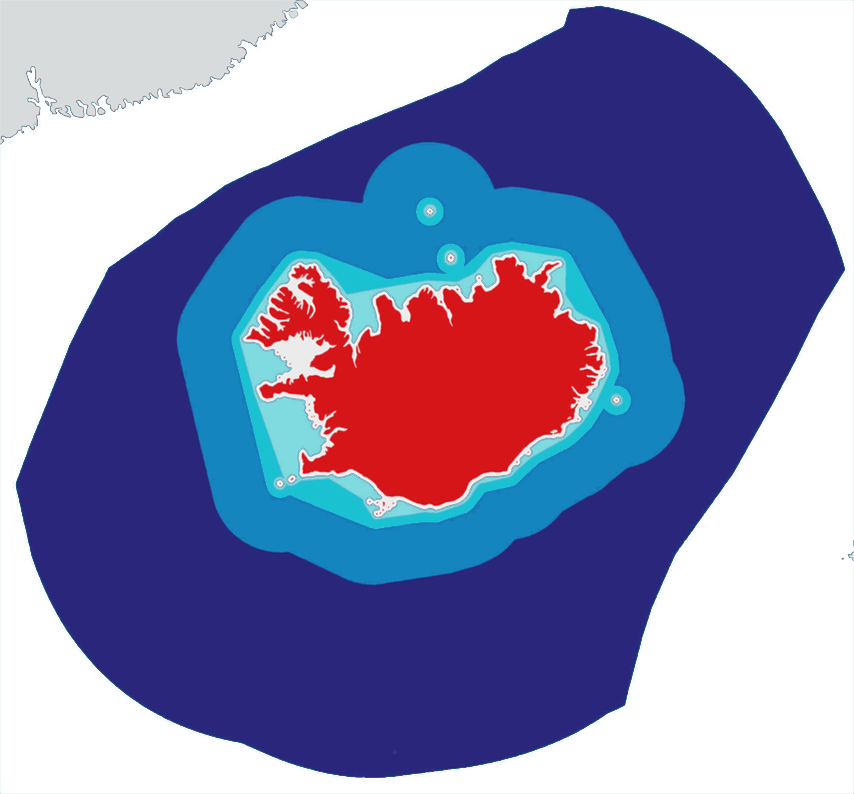
Extension de la Zone économique exclusive de l'Islande.
eaux intérieures
extension à 4 milles
extension à 12 milles (mer territoriale) en 1958
extension à 50 milles en 1972
extension à 200 milles (ZEE actuelle) en 1975

Jusqu'à la fin des années 1980, les États-Unis ont dépêché 3 000 hommes pour veiller à la sécurité de l'Islande, et leur présence s'est poursuivie jusqu'en 2006, date à laquelle le président américain a décidé de les retirer. La base de Keflavik est vide depuis le 30 septembre 2006 et ses 1 900 hommes ont regagné leur pays. Le ciel islandais était protégé par quatre chasseurs F15 approvisionnés par un avion ravitailleur KC 135. Seule est demeurée opérationnelle une station radar jusqu'au 15 août 2007, des négociations devant déterminer son devenir. Néanmoins, dans le cadre de l'accord bilatéral de 1951, les États-Unis s'engagent à intervenir en cas de besoin.

#### Les «guerres de la morue» (Cod Wars)

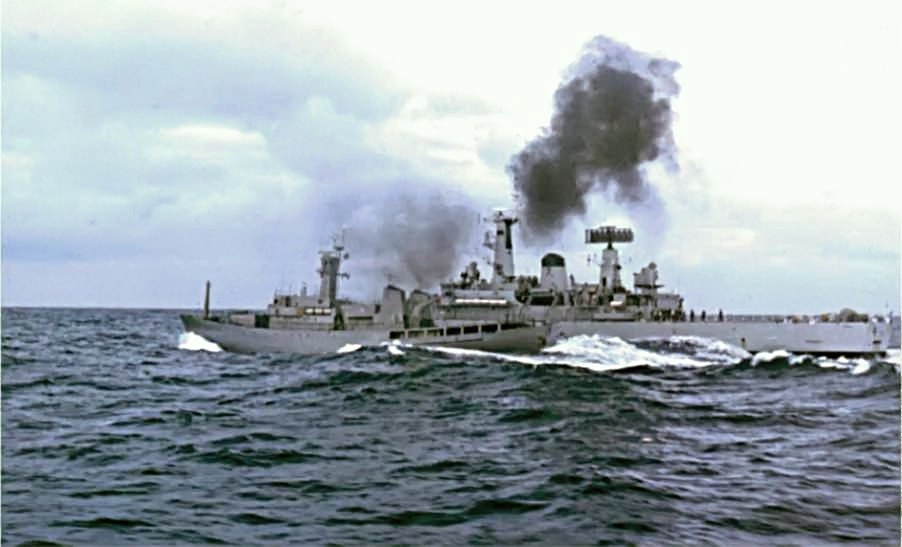
Accrochage entre un navire islandais et un navire britannique

Autre question de souveraineté nationale agitant les premières décennies de la République Islandaise, le droit de gérer les stocks de poisson autour de l’île.
On distingue habituellement trois « guerres de la morue » :
- de septembre 1958 à février 1961 ;
- de septembre 1972 à novembre 1973 ;
- de novembre 1975 à mars 1976.

En 1958, pour lutter contre la surpêche des bateaux britanniques, le gouvernement islandais étend ses limites territoriales de 4 à 12 milles nautiques. Puis, en 1972, il porte ces limites à 50 milles. La Grande-Bretagne envoie des navires de guerre pour protéger ses chalutiers. En 1975, l’Islande récidive et étend ses limites territoriales à 200 milles, provoquant la troisième « guerre de la morue ». En 1976, après la rupture diplomatique entre les deux pays (premier cas de rupture entre deux membres de l’OTAN) et le retour à la table des négociations, la Grande-Bretagne accepte les nouvelles limites fixées par l'Islande.

### Depuis 1991

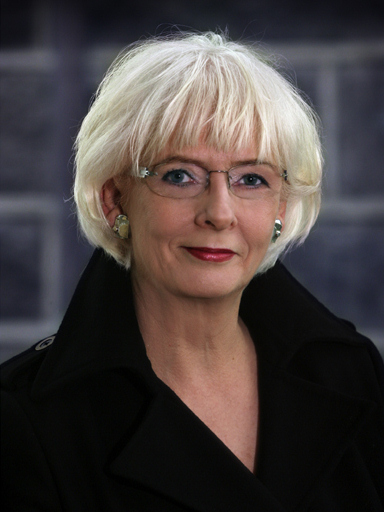
Jóhanna Sigurðardóttir.

De 1991 à 1995, une coalition regroupant le Parti de l'indépendance et le Parti social-démocrate (Alþýðuflokkurinn — abrégé en A ou AF) accède au pouvoir. Succédant à Kristján Eldjárn en 1980, Vigdís Finnbogadóttir devient la première femme élue à la tête d'un État constitutionnel. Jouissant d'une très grande popularité, elle est réélue en 1984, 1988 et 1992. Elle ne se représente pas à l'élection de juin 1996 et Olafur Ragnar Grimsson, ministre des Finances entre 1988 et 1991, lui succède à la tête du pays.
L'Islande est durement touchée par la crise financière de 2008, provoquant les premières manifestations massives depuis des années, avec des milliers de personnes se rassemblant régulièrement devant le Parlement entre octobre 2008 et janvier 2009. À partir du 20 janvier 2009, ces manifestations s'intensifient avec des émeutes qui obligent les forces de l'ordre à utiliser des gaz lacrymogènes pour la première fois depuis les manifestations contre l'adhésion de l'Islande à l'OTAN en 1949. Les manifestants venant équipés d'ustensiles de cuisine qu'ils utilisent comme percussion, ce mouvement a été qualifié de "révolution des casseroles". À la suite de cette crise, Geir Hilmar Haarde (successeur de Halldór Ásgrímsson en juin 2006) est contraint le 26 janvier 2009 à présenter la démission immédiate de son gouvernement. Le premier gouvernement de gauche est alors mis en place avec à sa tête Jóhanna Sigurðardóttir, première femme Premier ministre d'Islande. Ce gouvernement est confirmé par les élections législatives d'avril 2009, qui assurent la victoire de la coalition formée par l'Alliance et le Mouvement des verts et de gauche, et confirment la lourde défaite du Parti de l'indépendance.
À la suite de la crise financière, l'Islande commence à se tourner vers l'Union européenne, et présente sa candidature, bien que les milieux politiques et la population restent divisés à ce sujet. Les négociations en vue d'une éventuelle adhésion débutent néanmoins le 27 juillet 2010 mais sont gelées par le gouvernement islandais en mai 2013. Le 12 mars 2015, l'Islande retire sa candidature.

#### Récents phénomènes géologiques

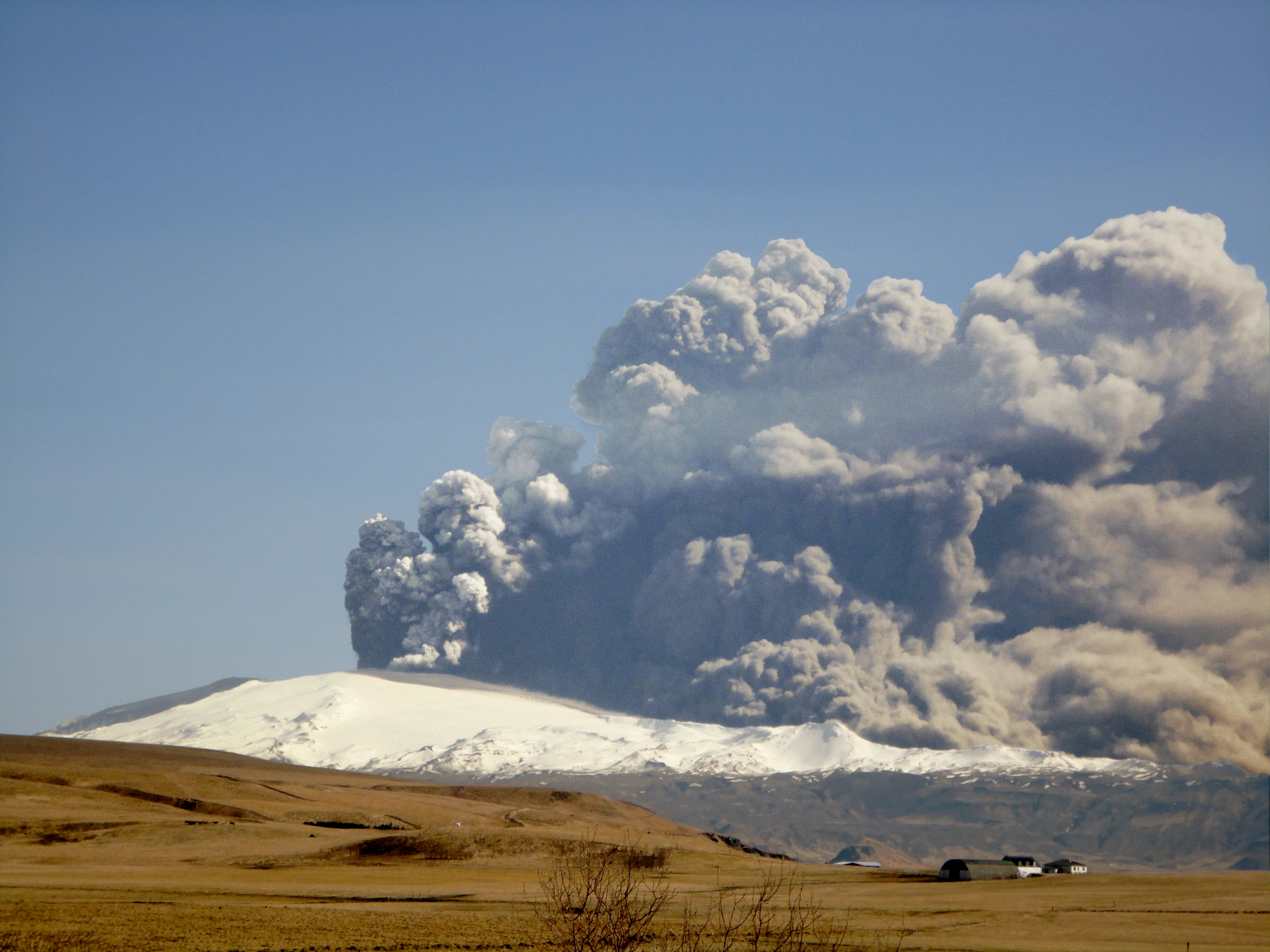
Éruption de l'Eyjafjöll en 2010.

Le 20 mars 2010, le volcan Eyjafjöll entre en éruption ; son nuage de cendres paralyse tout le trafic aérien européen et, de ce fait, mondial, pendant environ une semaine.
En mai 2011, la caldeira sous-glaciaire du Grímsvötn se manifeste par une puissante éruption. En avril 2011, une autre éruption, solaire cette fois, s'est produite. En Islande, cela se traduit, dès qu'il fait nuit et clair, par l'apparition des aurores boréales, un phénomène familier des habitants des régions polaires.
En août 2014, c'est le Bárðarbunga qui entre à son tour éruption pour une durée de six mois.
La péninsule de Reykjanes, après huit siècles de calme, voit naître une éruption fissurale en mars 2021 qui ne sera déclarée terminée qu'en décembre. Facile d'accès, elle constitue une attraction prisée au sortir de la grave crise que le secteur du tourisme a traversé en 2020.

#### Révolution islandaise

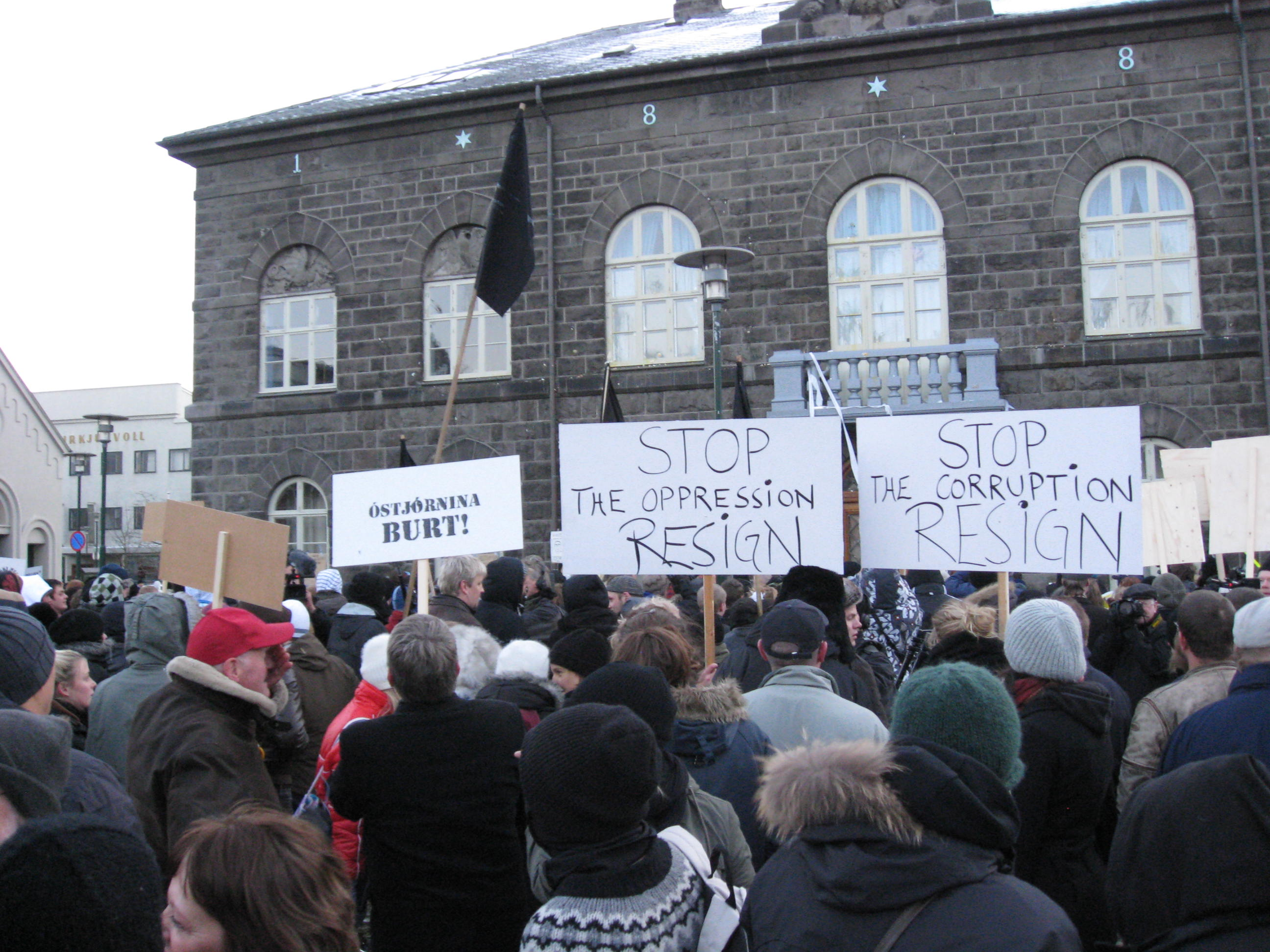
Manifestation devant l'Alþing à la suite de la crise financière de 2008.

À la suite de la crise financière de 2008, deux importantes banques islandaises font faillite. Dans un premier temps, l'État islandais accepte de rembourser les dettes de ces banques aux créanciers britanniques et néerlandais. Mais les protestations populaires (sous forme de casserolades) aboutissent à l'abandon du remboursement (par deux référendums successifs). Le 27 novembre 2010, à la suite de l'initiative du gouvernement de gauche, les Islandais élisent une assemblée constituante formée de vingt-cinq Islandais issus de la société civile avec mission de réviser la constitution, jusqu'alors inspirée de celle du Danemark. Faute de participation cependant au moment de la ratification populaire, le projet est finalement rejeté et la constitution précédente maintenue.

### Galerie politique récente
Président de l'Islande

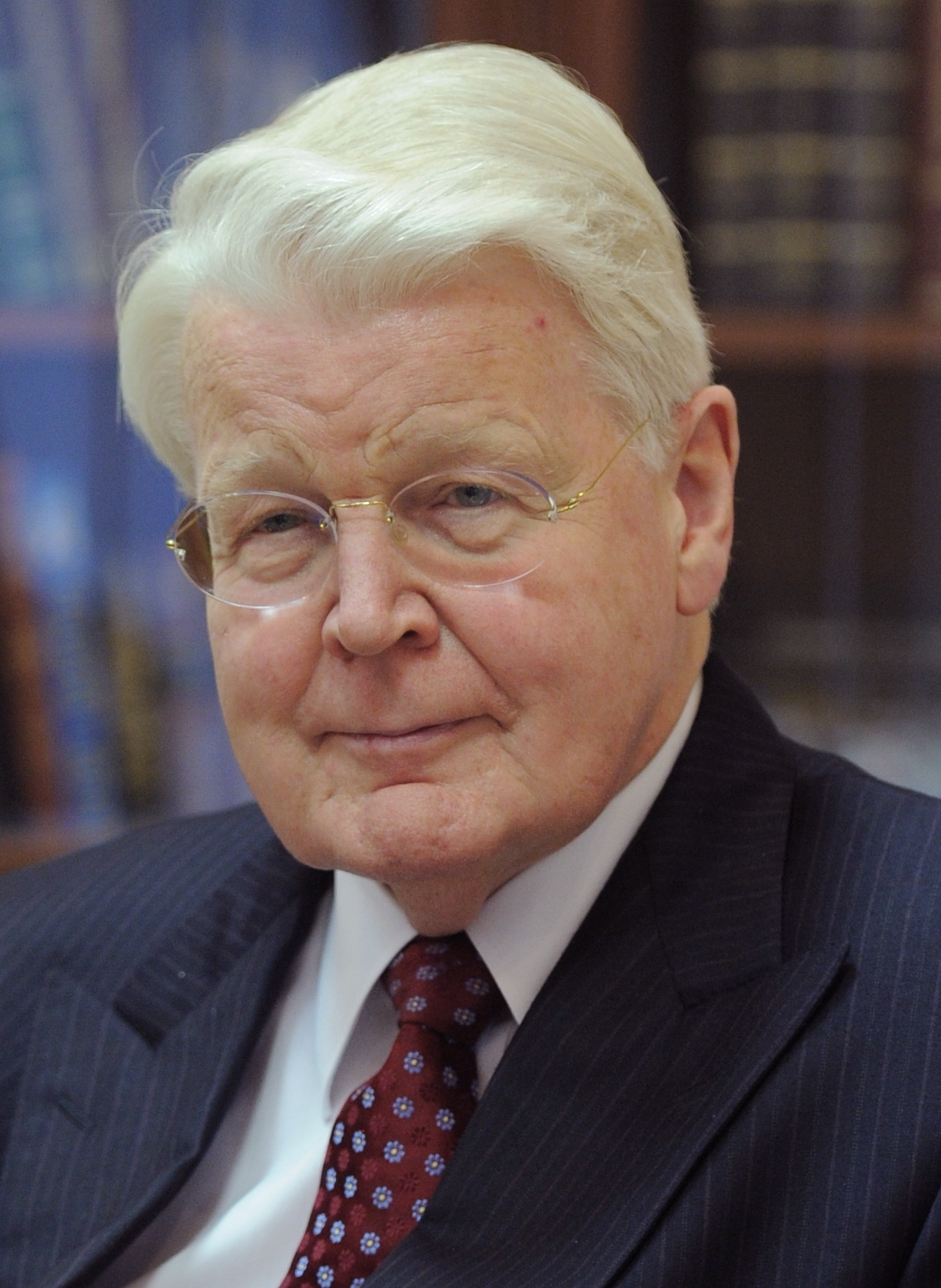
Ólafur Ragnar Grímsson 1996-2016
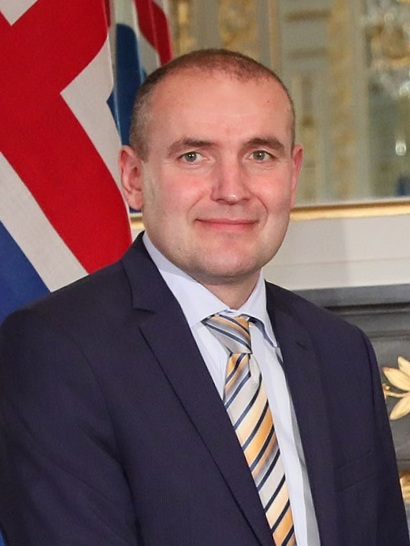
Guðni Th. Jóhannesson 2016-2024
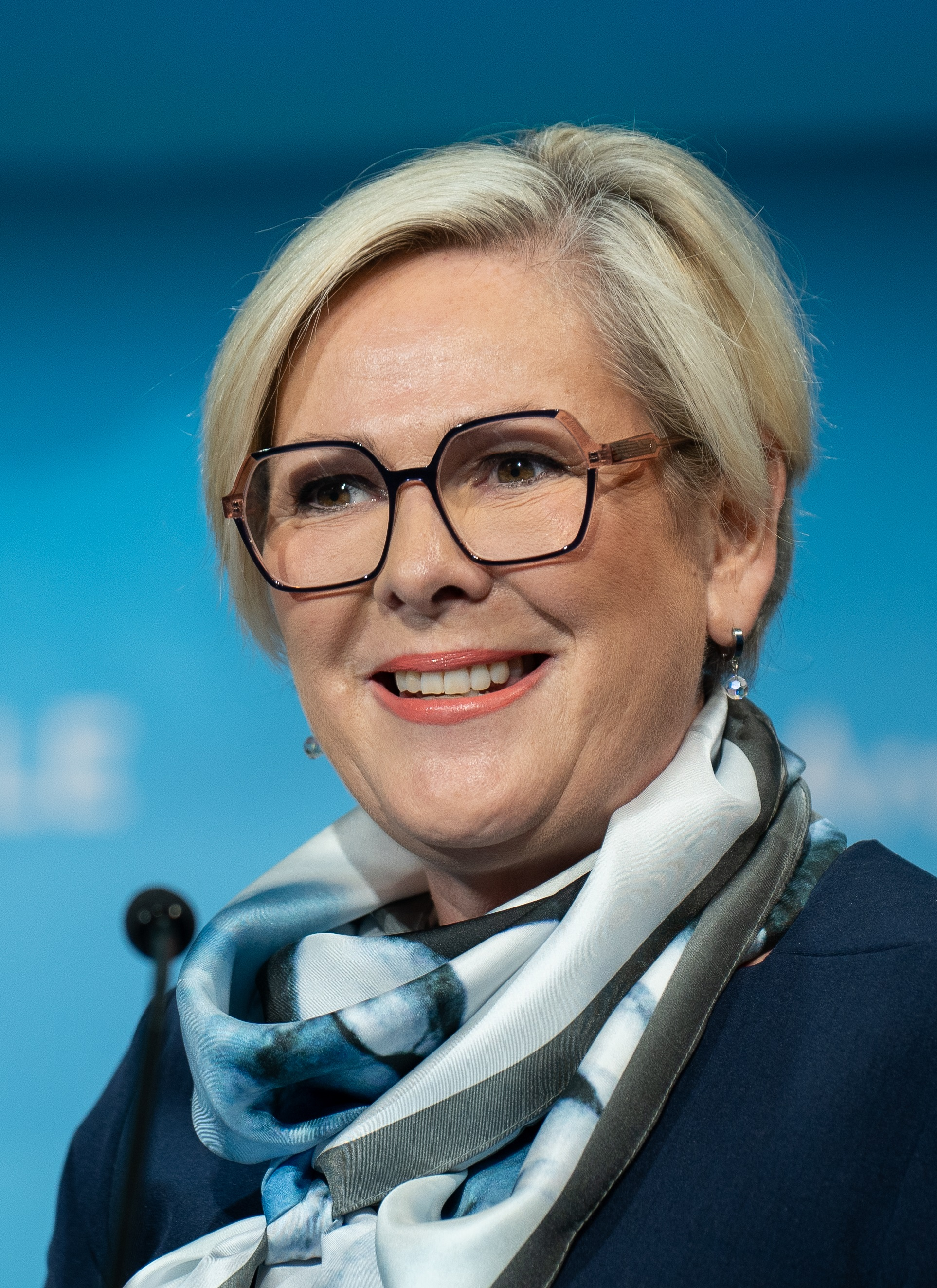
Halla Tómasdóttir (Depuis 2024)

Premier ministre d'Islande

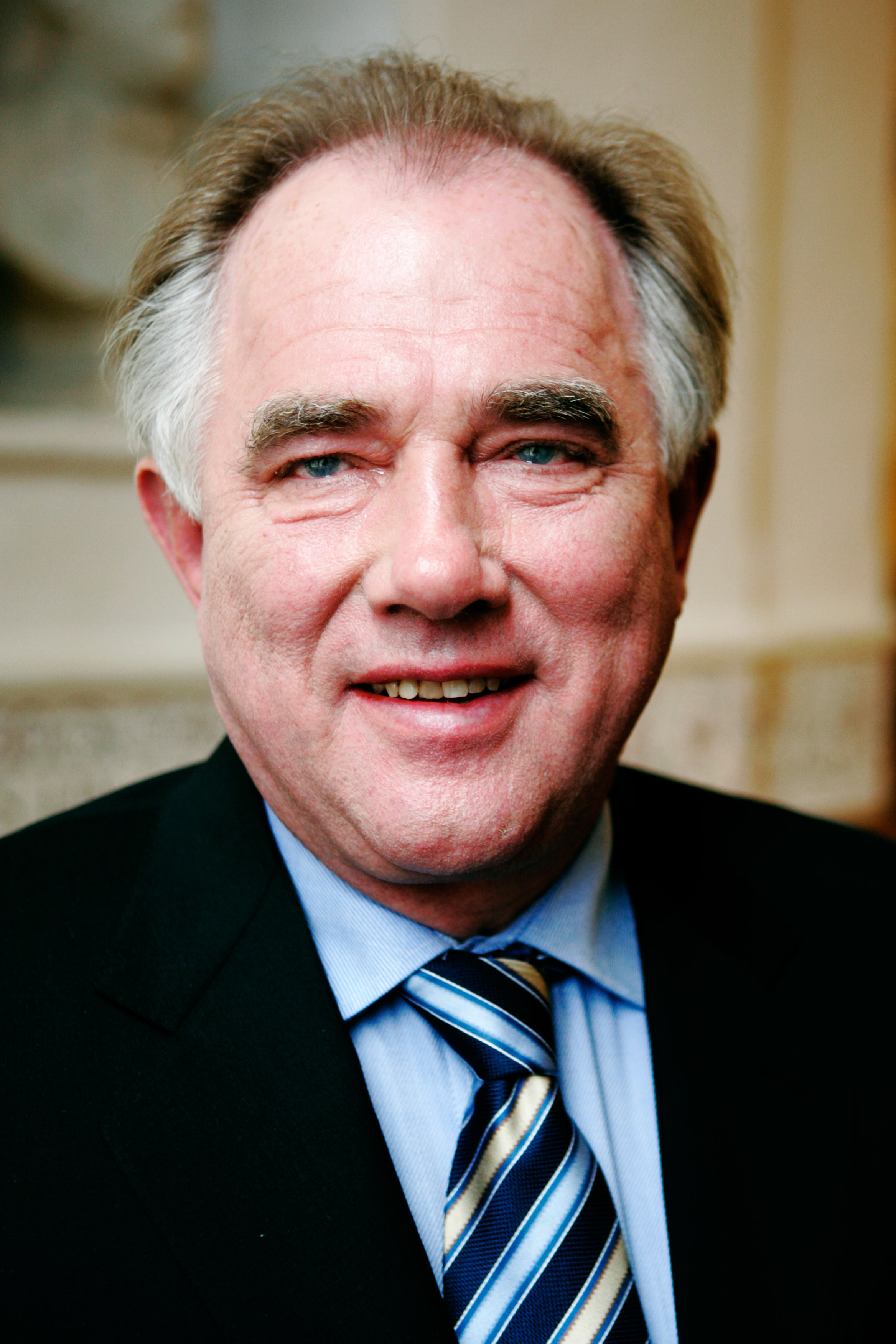
Halldór Ásgrímsson 2004-2006
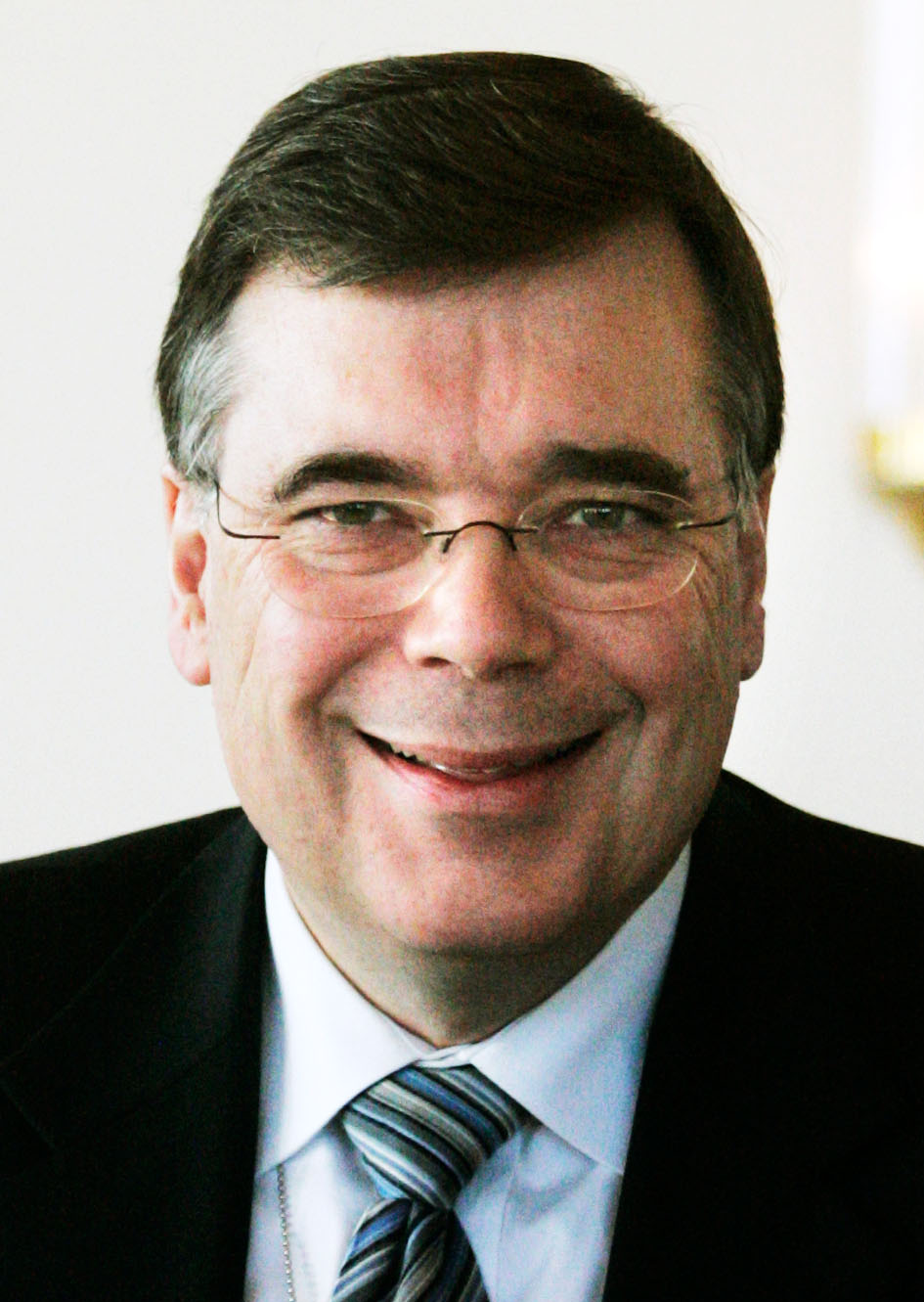
Geir Haarde 2006-2009
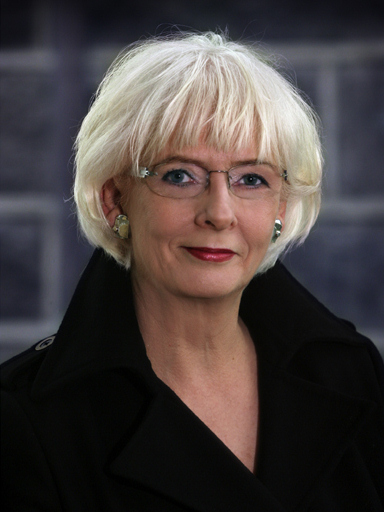
Jóhanna Sigurðardóttir 2009-2013
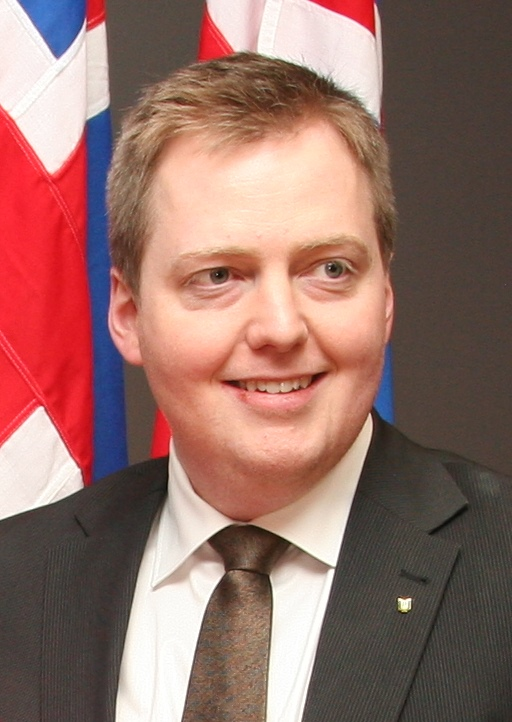
Sigmundur Davíð Gunnlaugsson 2013-2016
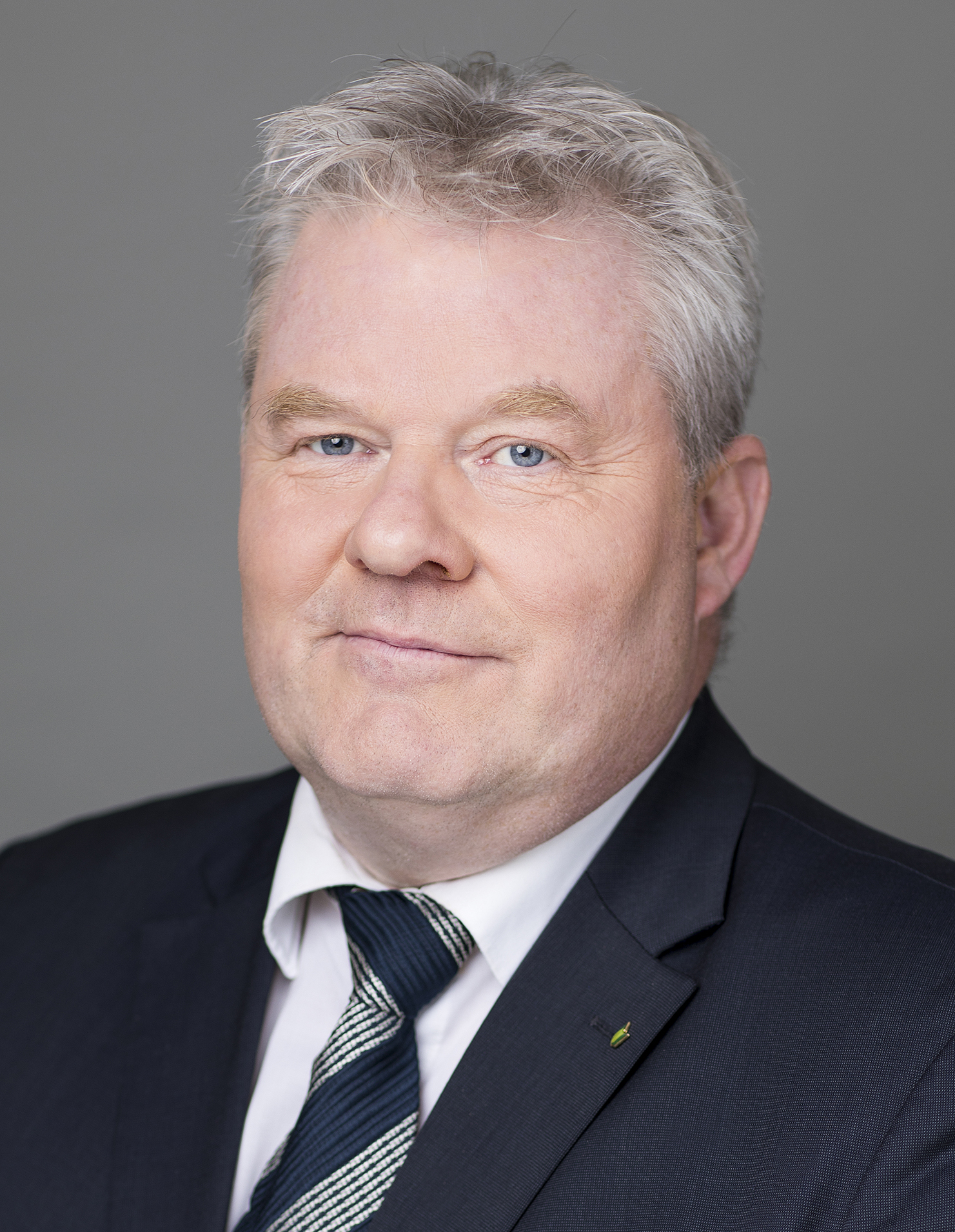
Sigurður Ingi Jóhannsson 2016-2017
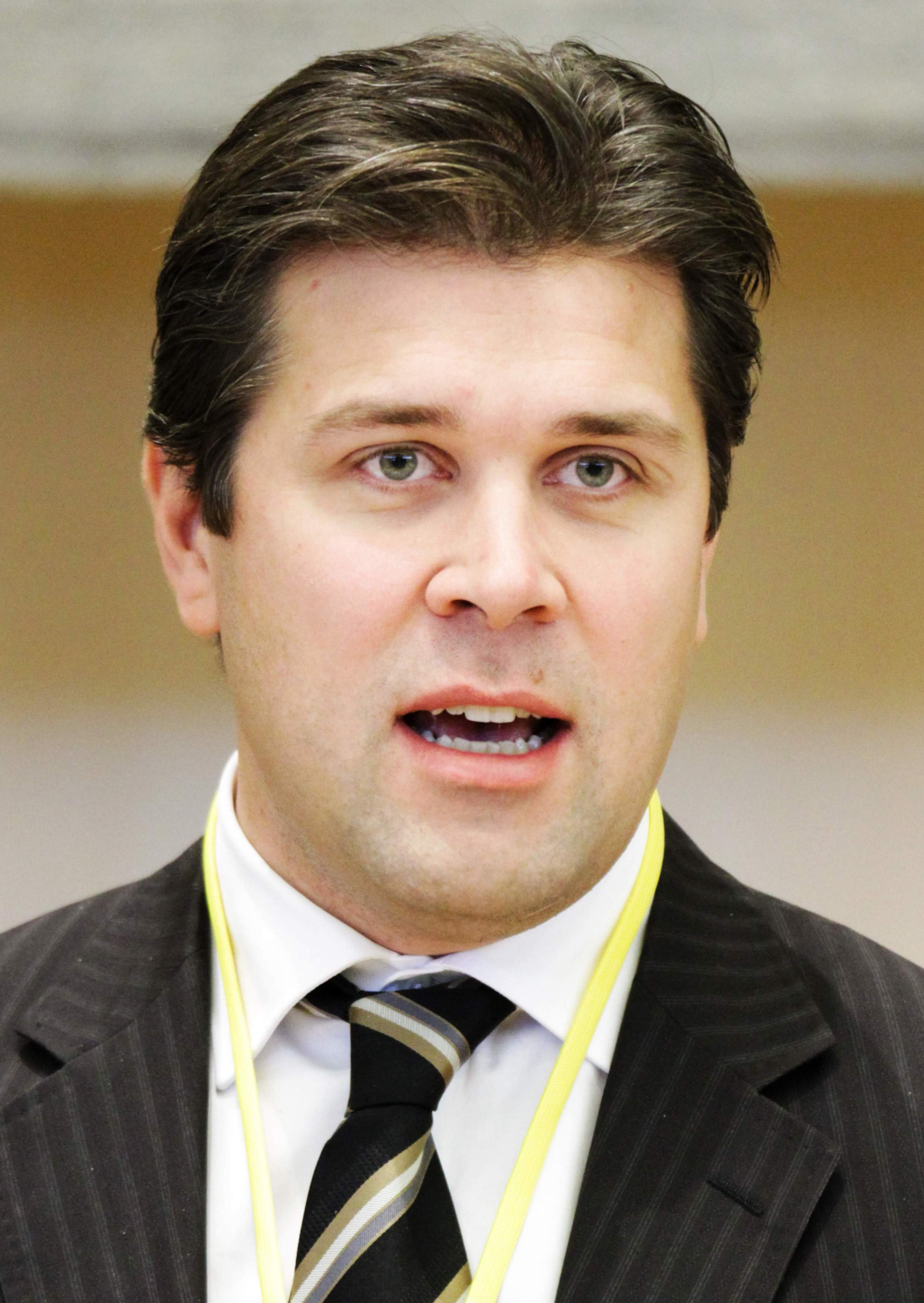
Bjarni Benediktsson (1970) 2017 2024
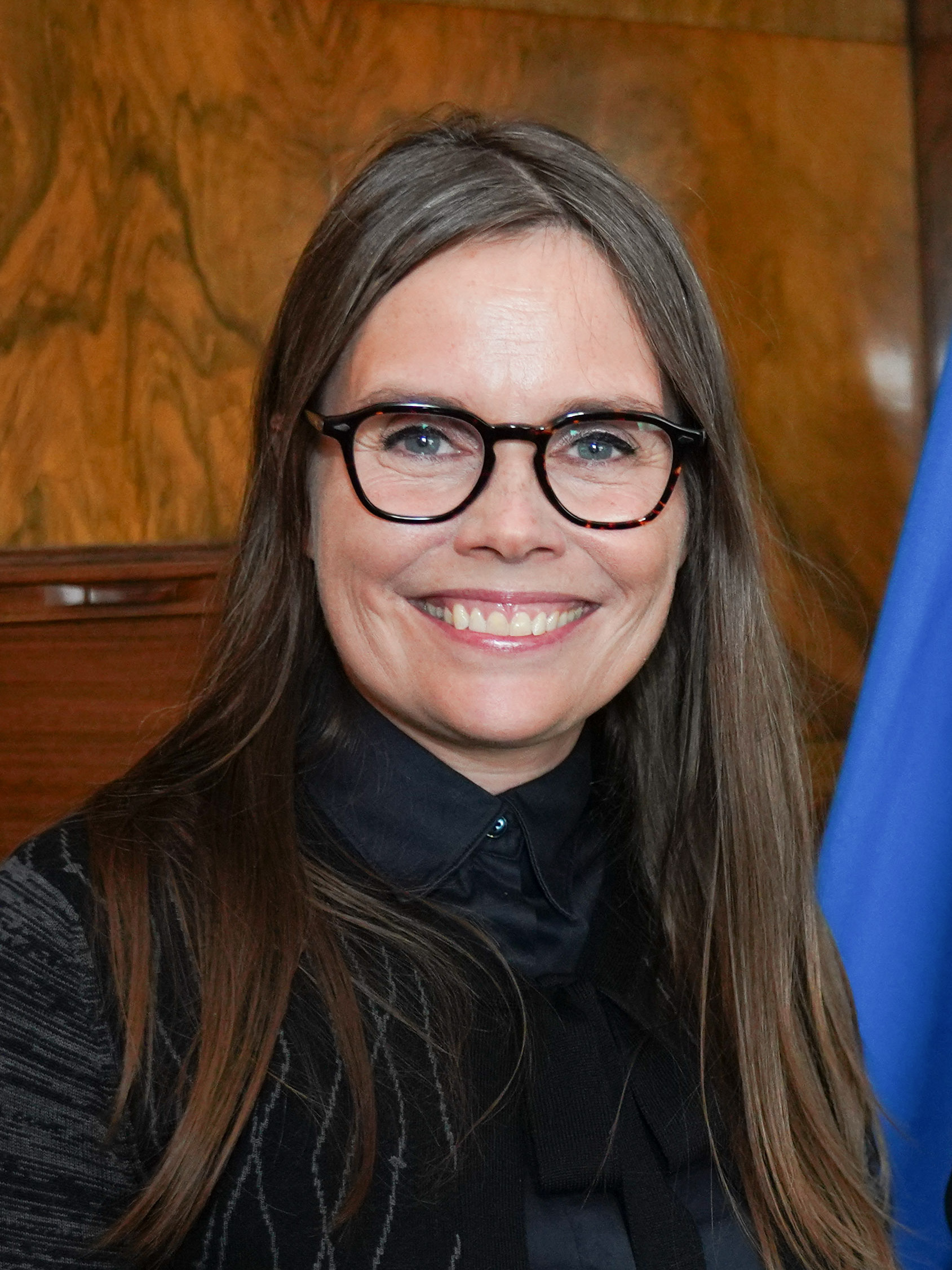
Katrín Jakobsdóttir 2017-2024
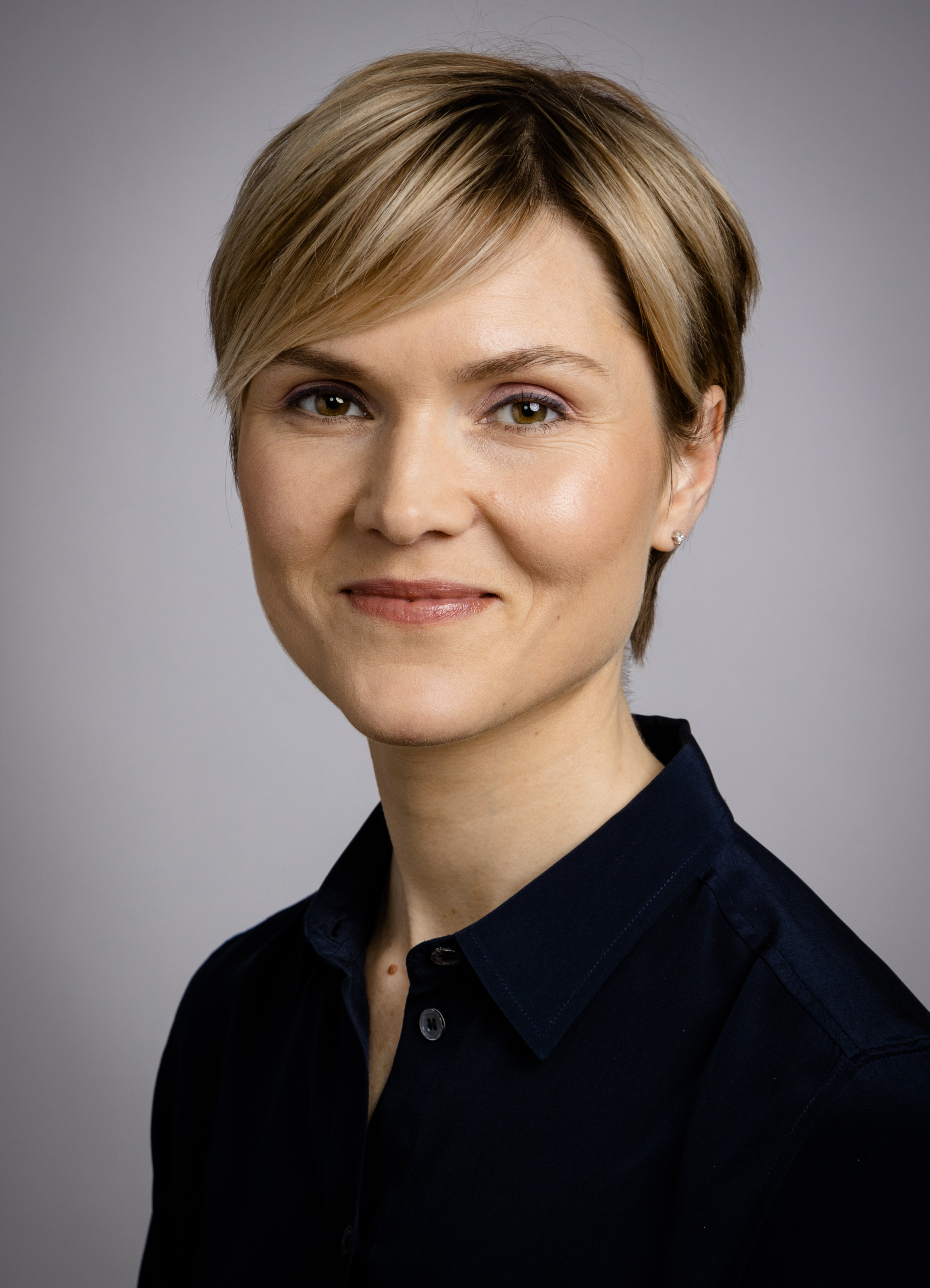
Kristrún Mjöll Frostadóttir (Depuis 2024)